# Maria Antonietta d'Asburgo-Lorena
(Stefan Zweig, Maria Antonietta - Una vita involontariamente eroica)
Maria Antonia Giuseppa Giovanna d'Asburgo-Lorena, nota semplicemente come Maria Antonietta (Vienna, 2 novembre 1755 – Parigi, 16 ottobre 1793), è stata regina consorte di Francia e Navarra, dal 10 maggio 1774 al 1º ottobre 1791, e regina dei Francesi, dal 1º ottobre 1791 al 21 settembre 1792, come consorte di Luigi XVI. Fu l'ultima regina di Francia dell'ancien régime.
In quanto figlia di Maria Teresa d'Austria e di Francesco Stefano di Lorena, alla nascita le era stato attribuito il titolo di arciduchessa d'Austria. Per suggellare l'alleanza tra l'Austria e la Francia contro la Prussia e l'Inghilterra, venne data in sposa, quattordicenne, al delfino di Francia, il futuro Luigi XVI. Trasferitasi a corte, nella reggia di Versailles, per sopperire alla solitudine, alla noia e a un matrimonio deludente e tormentato, cominciò a vivere nelle frivolezze, dedicandosi a costosi diversivi.
La leggerezza del suo carattere, i favoritismi e le ingerenze negli intrighi di corte le inimicarono molte delle grandi famiglie dell'antica nobiltà, che contribuirono a diffondere maldicenze e dicerie contro di lei, soprannominata con sprezzo l'Austriaca. Anche negli anni della maturità, nei quali avrebbe mostrato più senso di responsabilità e di riflessione, non sarebbe riuscita a cancellare, di fronte all'opinione pubblica, l'immagine di «donna frivola, irresponsabile, assetata di lusso e dissipatrice».
Durante la rivoluzione francese, ostile a ogni compromesso con le idee liberali e accesa sostenitrice del diritto divino dei re, cercò di salvare la monarchia assoluta, anche attraverso i continui contatti con gli aristocratici emigrati, e sfruttando alcuni moderati come Mirabeau e Barnave. In seguito alla crescente ostilità popolare, dovuta anche al fallito tentativo di fuga, fu messa in stato di arresto insieme alla famiglia reale. Durante il periodo di prigionia, dopo la caduta della monarchia, dimostrò di essere una madre e una moglie esemplare. Processata sommariamente e giudicata colpevole di alto tradimento dal tribunale rivoluzionario, seppur senza prove tangibili, morì con dignità sulla ghigliottina. La sua morte segnò la reale fine dell'ancien régime.

## Biografia

### Infanzia a Vienna (1755-1767)

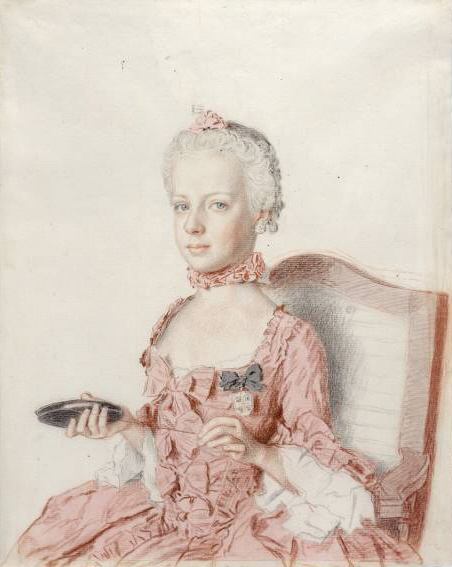
Maria Antonietta da bambina. Disegno di Jean-Étienne Liotard (1762).

Maria Antonietta nacque alla Hofburg di Vienna il 2 novembre 1755, penultima dei sedici figli di Maria Teresa d'Austria e di Francesco Stefano di Lorena, imperatore del Sacro Romano Impero. Battezzata Maria Antonia Giuseppa Giovanna, in famiglia e a corte sarebbe stata chiamata Antoine. Sarebbero stati i francesi, in seguito, a chiamarla Marie-Antoinette. All'età di due anni contrasse il vaiolo in forma lieve, ma riuscì a sopravvivere e a non rimanerne deturpata. Maria Antonia crebbe in una corte dove l'etichetta e l'educazione, che venivano impartite agli arciduchi e alle arciduchesse, non soffocavano mai la loro spontaneità.
Nonostante l'alto rango, dunque, l'infanzia di Maria Antonietta fu relativamente felice e distesa. La contessa Brandeiss, sua istitutrice, la viziò, concedendole ogni minima cosa, ma soprattutto quell'amore materno che sua madre, l'imperatrice, sempre impegnata negli affari di Stato, non aveva il tempo di darle. La contessa le inculcò semplicemente l'educazione di stampo religioso e morale richiesta per ogni arciduchessa e, per compiacere la bambina, ridusse anche le ore di studio sui libri, tanto che a dodici anni Maria Antonia non sapeva scrivere e nemmeno parlare correttamente né il francese né il tedesco. L'unica lingua in cui dialogava elegantemente era l'italiano, grazie al suo maestro di riguardo Pietro Metastasio. Suo maestro di musica fu il compositore Christoph Willibald Gluck, e Philippe Joseph Hinner le insegnò a suonare molto bene l'arpa, ma l'arte in cui la bambina eccelleva era la danza. Maria Antonia muoveva, infatti, il suo corpo con molta grazia e raffinatezza ed ebbe tra i suoi maestri il celebre danzatore, coreografo e riformatore del balletto Jean-Georges Noverre.

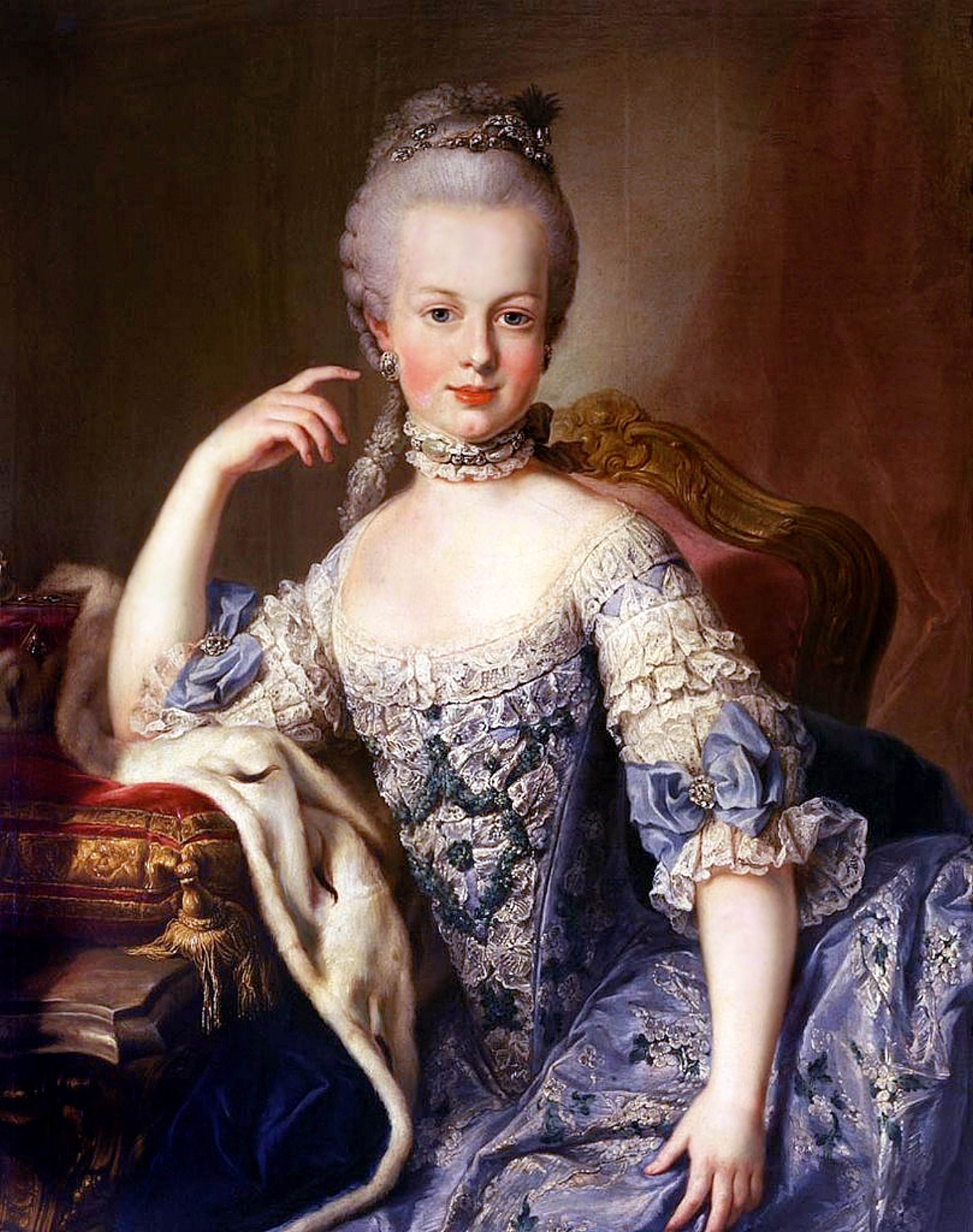
Maria Antonietta a 10 anni

Il 18 agosto 1765, a Innsbruck, durante i festeggiamenti per le nozze dell'arciduca Pietro Leopoldo, morì l'imperatore, stroncato da un colpo apoplettico. Venne pianto amaramente dai figli, i quali lo amavano teneramente, ma soprattutto dalla moglie, che prese il lutto a vita. Maria Teresa, posto come coreggente il figlio maggiore Giuseppe, cominciò a incutere sempre più timore ai figli minori, verso i quali, a causa dell'eccessivo lavoro, non aveva mai prestato grande attenzione. Adesso dava loro l'impressione di essere sempre scontenta del loro comportamento.
Nel 1767 i piani matrimoniali progettati dall'imperatrice per ampliare o costruire nuove alleanze vennero quasi completamente distrutti da un'epidemia di vaiolo, che colpì anche la famiglia imperiale (Maria Antonia ne era immune). Per compensare le gravi perdite, fece sposare Maria Carolina con Ferdinando IV di Napoli, e Maria Amalia con Ferdinando I di Parma. Il matrimonio di Maria Carolina rattristò molto Maria Antonia, poiché le due sorelle, cresciute quasi come gemelle, erano legate da un profondo affetto, che sarebbe poi durato negli anni, nonostante la lontananza.

### Matrimonio (1767-1770)

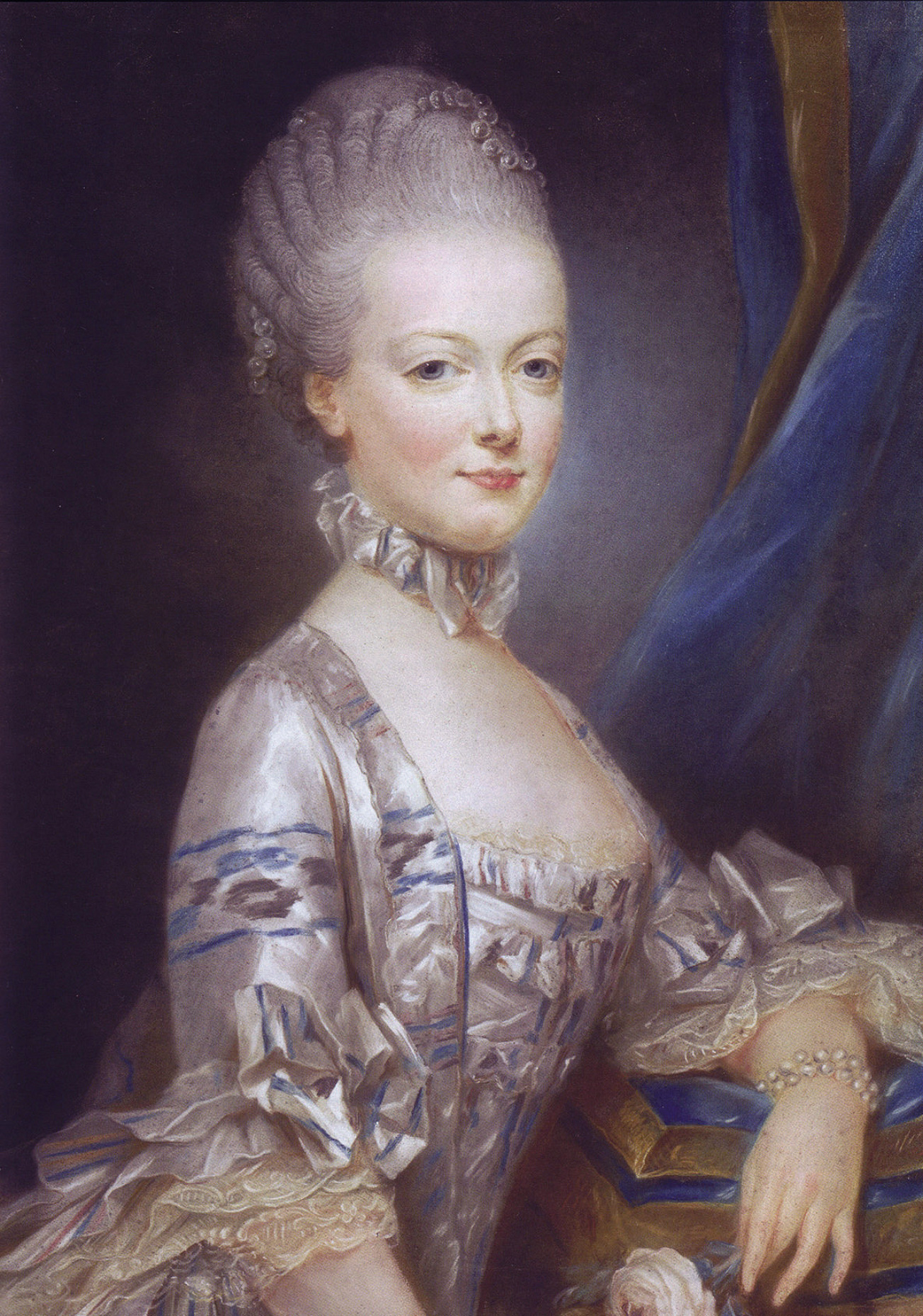
Maria Antonietta a quattordici anni. Pastello di Joseph Ducreux, inviato a Versailles come ritratto ufficiale (1769).

Anche Maria Antonia, come pedina politica, venne utilizzata dalla madre per cementare la neo alleanza con la Francia, la secolare acerrima nemica dell'Austria, contro il re Federico II di Prussia, allora il più grande avversario di Maria Teresa e alleato con l'Inghilterra. Dopo lunghe trattative, si giunse al fidanzamento dell'arciduchessa con Luigi Augusto, delfino di Francia. A contrattare il matrimonio furono il duca di Choiseul per la Francia e il principe di Starhemberg per l'Austria.
Nel novembre del 1768 l'abate de Vermond partì per Vienna, come precettore di Maria Antonia. L'arciduchessa, seppur dotata di un fisico incantevole, come dimostrato dal pastello di Ducreaux inviato a Parigi nel 1769, i cui piccoli difetti vennero rapidamente modificati, e di una spiccata intelligenza, mancava però delle conoscenze necessarie a una futura regina, senza contare che era indolente e capricciosa. L'abate non si lasciò scoraggiare e impose alla giovane allieva un programma didattico ideato appositamente per lei, dove sostituì lo studio sui libri con lunghe conversazioni, che spaziavano dalla religione, alla storia e alla letteratura francese. Maria Antonia si rivelò più dotata di quanto avesse dimostrato inizialmente, e Vermond, ormai incantato dalla giovane arciduchessa, ottenne risultati molto buoni.
Il 13 giugno 1769 venne dichiarato ufficialmente il fidanzamento di Maria Antonia. I dettagli per le nozze erano stati elaborati minuziosamente per tre anni e, alla fine, la dote dell'arciduchessa venne fissata per 200.000 corone e un valore medesimo in gioielli. Nei pochi mesi precedenti le nozze, Maria Teresa, colta da varie preoccupazioni sul destino della figlia e cercando di recuperare il loro rapporto, divise con Antonia la propria camera, durante le ultime notti prima della partenza dell'arciduchessa per la Francia. Il 19 aprile 1770 vennero celebrate le nozze per procura e, da quel momento, Maria Antonia venne chiamata ufficialmente Marie-Antoinette, dauphine de France (Maria Antonietta, delfina di Francia).
Il 21 aprile 1770, con uno sfarzoso seguito di cinquantasette carrozze, Maria Antonietta lasciò definitivamente Vienna. Sebbene il suo compito fosse quello di dimenticare le proprie origini austriache, per diventare nel corpo e nello spirito una vera francese, come ci si aspettava da ogni regina consorte di Francia, la giovane delfina seguì invece le indicazioni materne, che le ordinavano tutt'altro: «Rimanete una buona tedesca!» le disse la madre al momento dell'addio. L'imperatrice avrebbe continuato a intimidire Maria Antonietta con le lettere mensili che spediva a Versailles, nelle quali le ricordava la fedeltà che doveva all'Austria, in quanto membro della dinastia degli Asburgo.
Dopo due settimane di viaggio, continuamente elogiata a ogni tappa, la delfina giunse a Shüttern, sulla sponda del Reno opposta a Strasburgo. In un padiglione in legno, costruito appositamente per l'occasione, su una piccola isola sul Reno, si svolse la cerimonia della remise, durante la quale Maria Antonietta abbandonò gli abiti austriaci per indossare vesti francesi. La delfina si accomiatò definitivamente dal seguito austriaco e venne accolta da quello francese, capeggiato dalla contessa de Noailles, da poco nominata "Gran Maestra della Casa della delfina".
Il corteo riprese la marcia verso Compiègne, dove la delfina era attesa dalla corte francese, fra cui il re Luigi XV, il delfino e il duca di Choiseul, che andò incontro alla sposa. Quando Maria Antonietta scese dalla carrozza, fu accolta e scortata dal duca di Choiseul, al quale rivolse queste parole: «Non mi scorderò mai che voi siete responsabile della mia felicità!». I due sposi si incontravano per la prima volta. Il delfino era diverso da come era stato descritto alla delfina: era goffo, sgraziato e già piuttosto pingue per la sua età. Nei dipinti inviati in Austria era stato abbellito.
Le nozze vennero celebrate in forma solenne a Versailles, il 16 maggio. Anche il popolo venne invitato a festeggiare la gioia della famiglia reale. Dopo cena avvenne la cerimonia del coucher a cui, per etichetta, doveva assistere l'intera corte. La coppia entrò nel letto e l'arcivescovo benedisse il talamo. Alla fine della cerimonia la coppia venne lasciata sola, ma il matrimonio non venne consumato.

### Delfina di Francia (1770-1774)

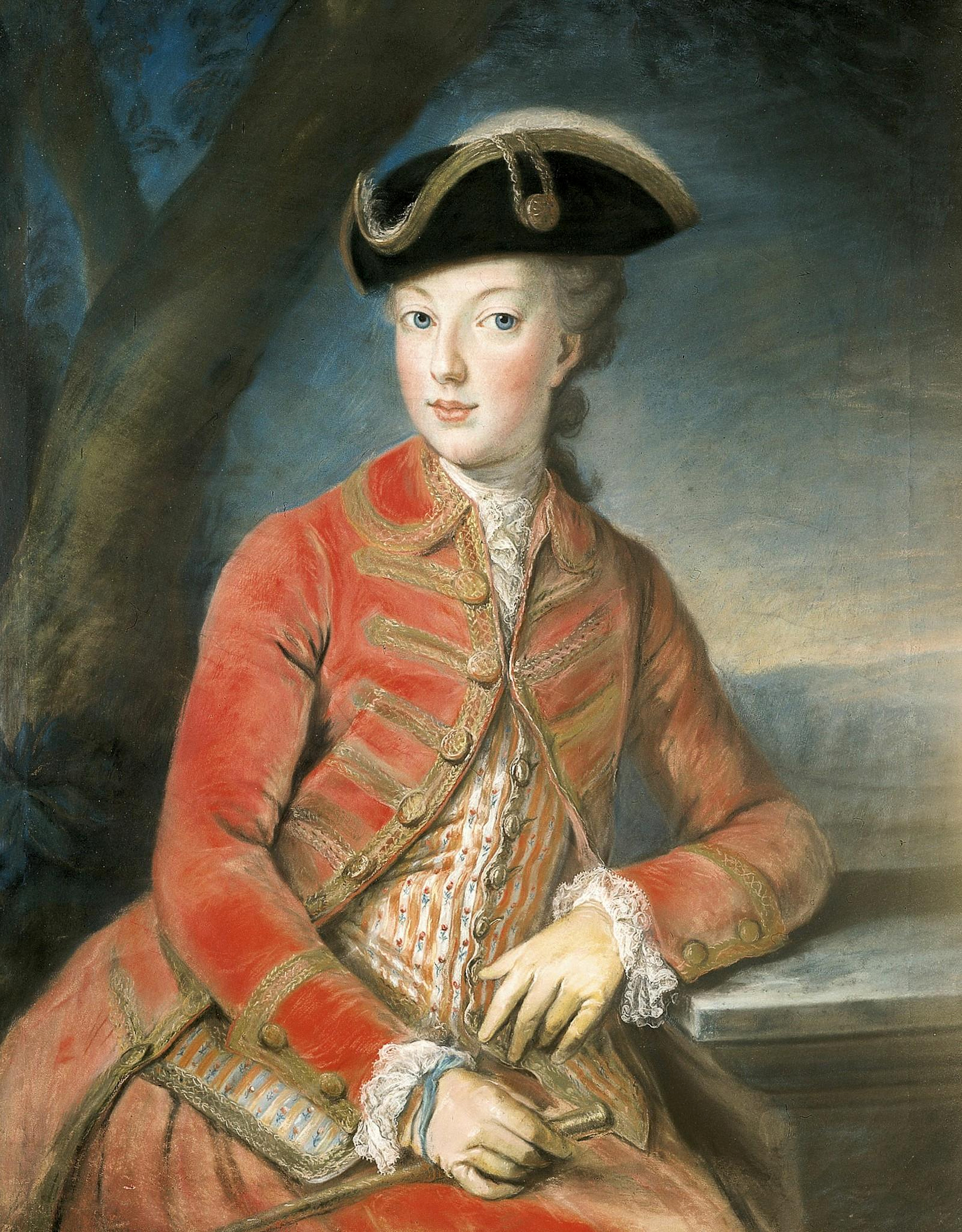
La delfina Maria Antonietta in abito da amazzone. Il ritratto, spedito a Vienna, venne ritenuto molto somigliante. Pastello di Joseph Krantzinger (1771).

Maria Antonietta non era vista di buon occhio dalla maggior parte della corte francese, che era stata cresciuta nell'odio verso l'Austria. Mesdames Tantes, le zie paterne di Luigi Augusto, a cui la delfina si era legata su consiglio della madre, furono le prime a chiamarla, alle sue spalle, "l'Austriaca". Anche il delfino era stato cresciuto nell'odio verso l'Austria e il suo precettore, il duca de La Vauguyon, alimentava e indirizzava questo disprezzo soprattutto verso le persone che circondavano Maria Antonietta: il ministro Choiseul, l'abate Vermond, la contessa de Noailles e l'ambasciatore austriaco Mercy-Argenteau, che nutrì sempre per lui un affetto quasi paterno.
Quando il ministro venne destituito, il 24 dicembre 1770, Mesdames e il delfino esultarono, mentre Maria Antonietta comprese che Luigi Augusto l'aveva sposata soltanto per obbligo dinastico e l'alleanza franco-austriaca, che l'imperatrice sosteneva strenuamente, non era ben vista da tutti a Versailles. Probabilmente fu anche a causa dei suoi pregiudizi che Luigi Augusto non aveva ancora sfiorato la delfina, seppur fossero passati molti mesi dal giorno delle nozze. Infatti, egli provava una sorta di incomprensibile avversione nei confronti della sposa, mentre, da un punto di vista fisico, non sembravano esserci problemi di sorta. Secondo un rapporto del primo chirurgo di Luigi XV, il delfino non soffriva di alcuna malformazione né di vera e propria impotenza, ma era inibito da quello che oggi definiremmo un blocco psicologico, dovuto all'educazione bigotta.
La corte di Versailles si chiedeva quando il matrimonio sarebbe stato consumato. Maria Teresa, cercando di controllare il comportamento della delfina da Vienna, incaricò Mercy di tenerla informata costantemente e in maniera dettagliata in merito alla consumazione delle nozze e al ciclo mestruale della figlia, mentre Maria Antonietta, ignara del fatto che sia l'ambasciatore sia Vermond fossero a servizio dell'imperatrice, confidava loro gli argomenti che tentava di nascondere alla madre.
I mesi passarono e la situazione non cambiò. L'imperatrice cominciò a criticare costantemente la figlia, perché era incapace di suscitare passione nel marito, che raramente dormiva con lei, e di promuovere gli interessi della Casa d'Austria. Tempo dopo si spinse sino a insultare direttamente Maria Antonietta, definendola priva di bellezza e di talento, e dicendole che quindi era un fallimento, soprattutto dopo i matrimoni del conte di Provenza con Maria Giuseppina di Savoia, e del conte d'Artois con Maria Teresa di Savoia. Tuttavia, con il passare del tempo, e seguendo i consigli della madre, la delfina riuscì a conquistare la simpatia, se non proprio l'amore, del delfino, che confidò alle zie che trovava sua moglie «molto affascinante».
Nel frattempo, Mesdames spinsero gli eredi al trono a un'aperta ostilità nei confronti di Madame Du Barry, l'amante del re, artefice della destituzione di Choiseul. Sebbene il disprezzo per la favorita unisse i due giovani sposi, la loro tacita condanna alla vita privata di Luigi XV li estraniava fortemente da lui. Maria Antonietta decise così di non rivolgere la parola alla favorita, seppure la madre le ordinasse di farlo tramite Mercy. Per la prima volta, nonostante il timore che la madre le incuteva, la delfina contravvenne ai suoi ordini.

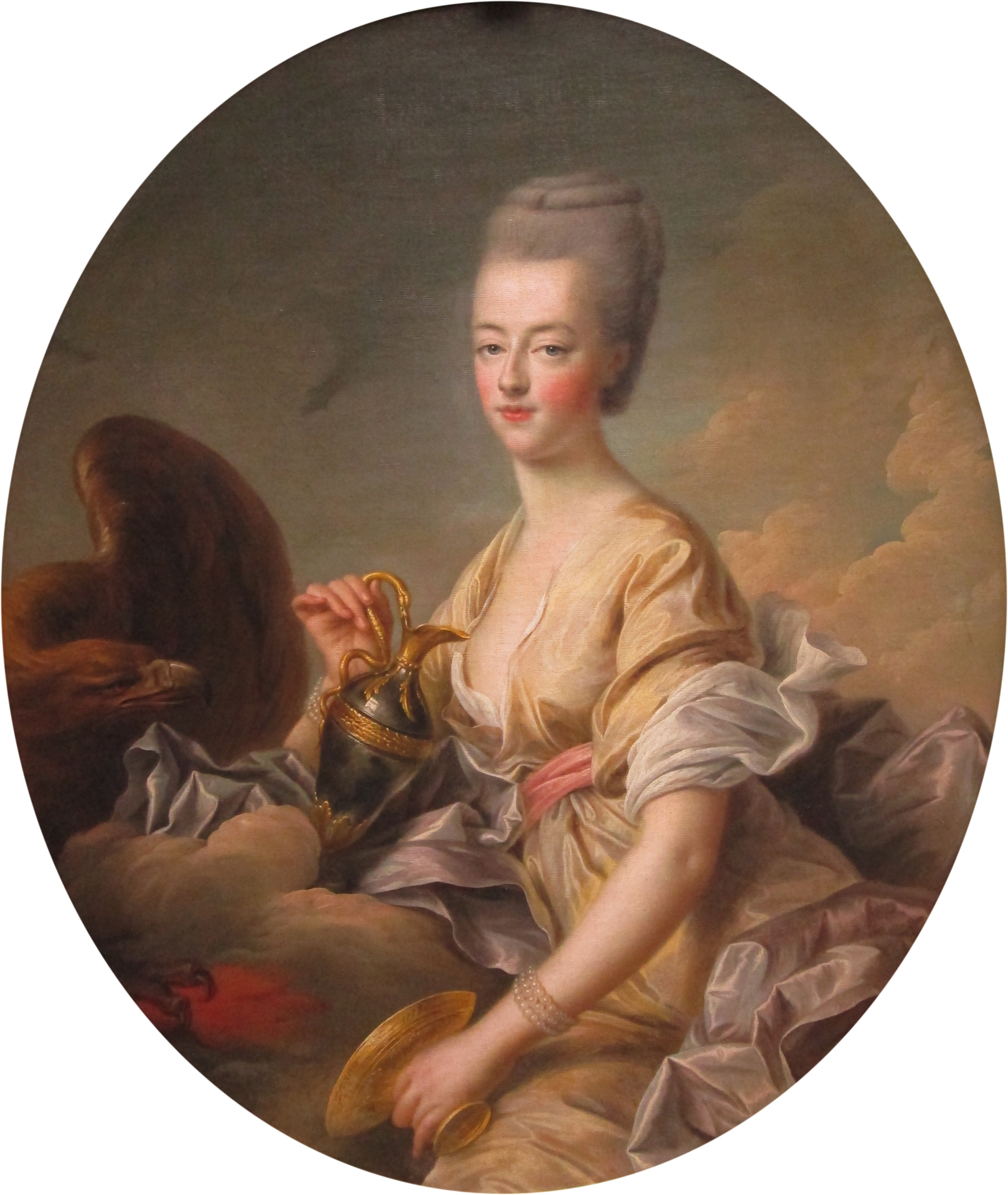
Maria Antonietta in veste di Ebe. Dipinto di François-Hubert Drouais (1774).

Il comportamento della figlia fece infuriare Maria Teresa, che infine mandò un energico rimprovero alla delfina, che ne rimase molto scossa. Mercy aggiunse che il suo comportamento stava mettendo in crisi l'alleanza franco-austriaca. Infine, dopo sette mesi, Maria Antonietta capitolò. Il 1º gennaio 1772 rivolse a Madame Du Barry queste parole: «C'è molta gente oggi a Versailles». La situazione si risolse, ma per la delfina quella fu un'umiliazione. «Le ho parlato una volta, ma sono decisissima a non farne altro e quella donna non udrà più il suono della mia voce» disse al marito. Né Mercy né Maria Teresa si sarebbero mai resi conto delle conseguenze che quel comportamento forzato ebbe sul carattere orgoglioso e sulla morale della giovane Maria Antonietta.
L'8 giugno 1773 una folla entusiasta salutava l'ingresso ufficiale degli eredi al trono di Francia a Parigi. La festa raggiunse l'apogeo quando il delfino e la delfina si mostrarono, in serata, sul balcone delle Tuileries. Il 22 luglio 1773 il delfino presentò a Luigi XV "sua moglie", affermando che quella notte era finalmente riuscito a consumare il matrimonio. Il re abbracciò con gioia i due nipoti. In realtà, dopo vari maldestri amplessi sessuali, il delfino era riuscito solamente a deflorare la moglie, senza riuscire a completare l'atto sessuale.
Nella primavera del 1774 Maria Antonietta dette con piacere la sua protezione a Gluck, il suo vecchio insegnante di musica, venuto in Francia per portare in scena un'opera da lui composta, l'Ifigenia in Aulide. Il 19 aprile vi fu la prima, alla quale la delfina aveva condotto l'intera famiglia reale: fu un successo. Alcuni giorni dopo la rappresentazione all'Opéra, Luigi XV si sentì male dopo una partita di caccia: si era ammalato di vaiolo. Nel giro di pochi giorni morì, lasciando il regno nelle mani del delfino Luigi Augusto. A soli diciotto anni, il 10 maggio 1774, Maria Antonietta divenne regina di Francia. Saputa la notizia, Maria Teresa scrisse, in tono materno, all'ambasciatore Mercy: «Il destino di mia figlia non può essere che assolutamente grande o molto disgraziato. Ritengo che i suoi bei giorni siano finiti!».

### Primi anni di regno (1774-1777)
In poco tempo, a causa del suo comportamento infantile e della sua mancanza di rispetto nei confronti delle persone più anziane e di rango elevato, Maria Antonietta s'inimicò l'antica nobiltà di corte. Una simile condotta non sarebbe stata tollerata nemmeno da una regina francese e ancor meno se proveniva da un'altezzosa arciduchessa austriaca. La popolarità della regina stava cominciando lentamente a declinare. Uscirono vari libelli scandalistici, soprattutto pornografici, contro di lei, tanto che ormai alcuni la definivano Madame Scandale.

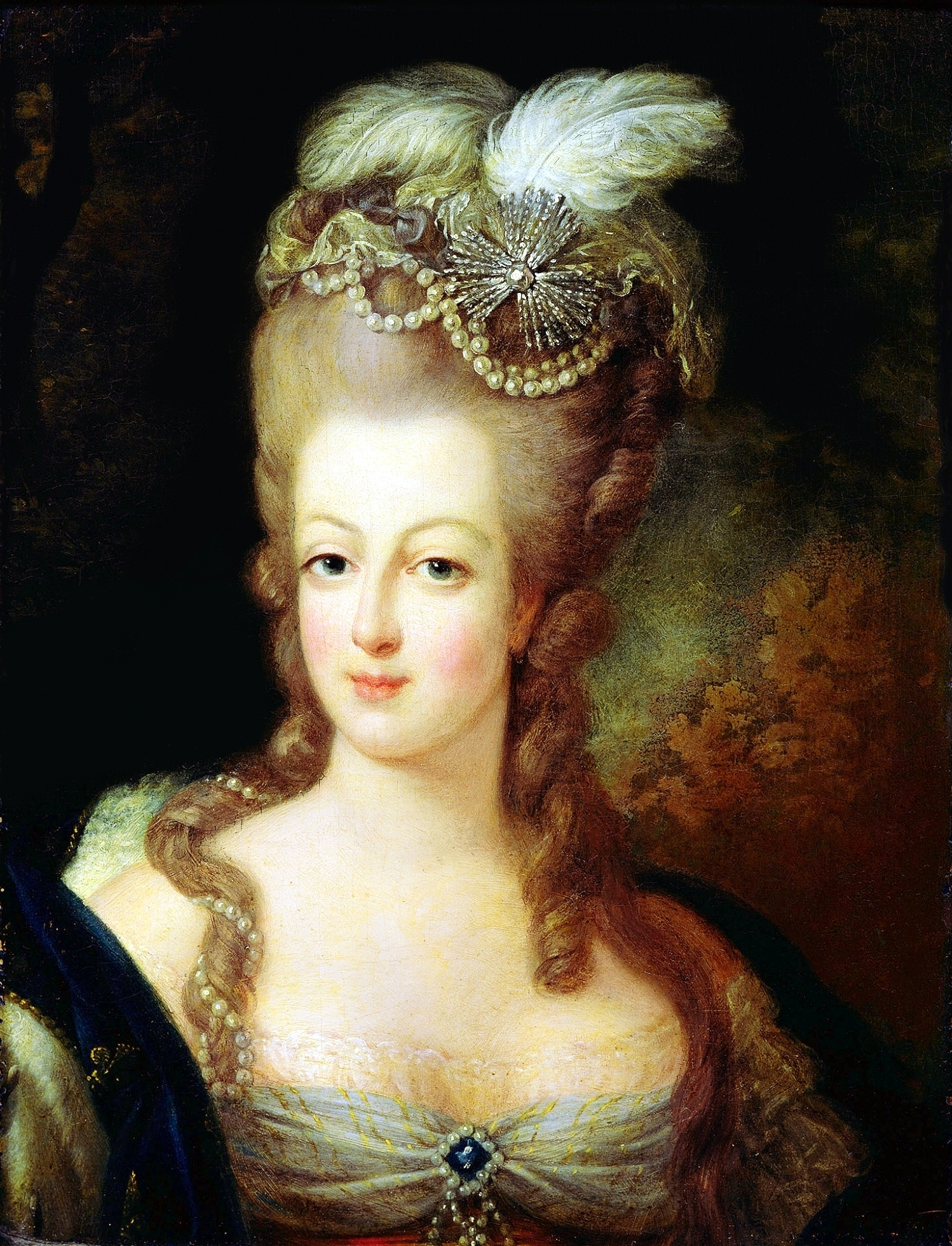
Maria Antonietta nel 1775

Maria Antonietta era anche accusata di voler influenzare la politica del marito, ma i ministri scelti da Luigi XVI, Maurepas e Vergennes, erano decisamente anti-austriaci e ben intenzionati a non permettere intromissioni della regina e della Casa d'Austria nella politica francese. All'interno della sua vita privata, Maria Antonietta era insoddisfatta. Il suo matrimonio, con gran dispiacere dell'imperatrice, non era ancora stato consumato e sfumava lontana la nascita di un erede al trono. Sotto una facciata di frivolezza e allegria, la regina celava la malinconia di una donna frustrata e insoddisfatta. In questo periodo sentì la necessità di immergersi ulteriormente in costosi diversivi, quali i carissimi e sfarzosi abiti della modista Rose Bertin, le colossali acconciature di Léonard, spettacoli teatrali a corte e il gioco d'azzardo.
Nella primavera del 1775, il programma economico del ministro delle finanze Jacques Turgot, che era stato frainteso e aspramente criticato, provocò gravi agitazioni. In quasi tutta la Francia scoppiò una sommossa, che venne chiamata "guerra delle farine". Sarebbe stata questa l'occasione in cui a Maria Antonietta venne attribuita, falsamente, la frase: «Se non hanno pane, che mangino brioches!». L'11 giugno ebbe luogo l'incoronazione di Luigi XVI. Maria Antonietta, che aveva scelto di non essere incoronata, mostrò molta commozione e la giornata fu un grande successo.

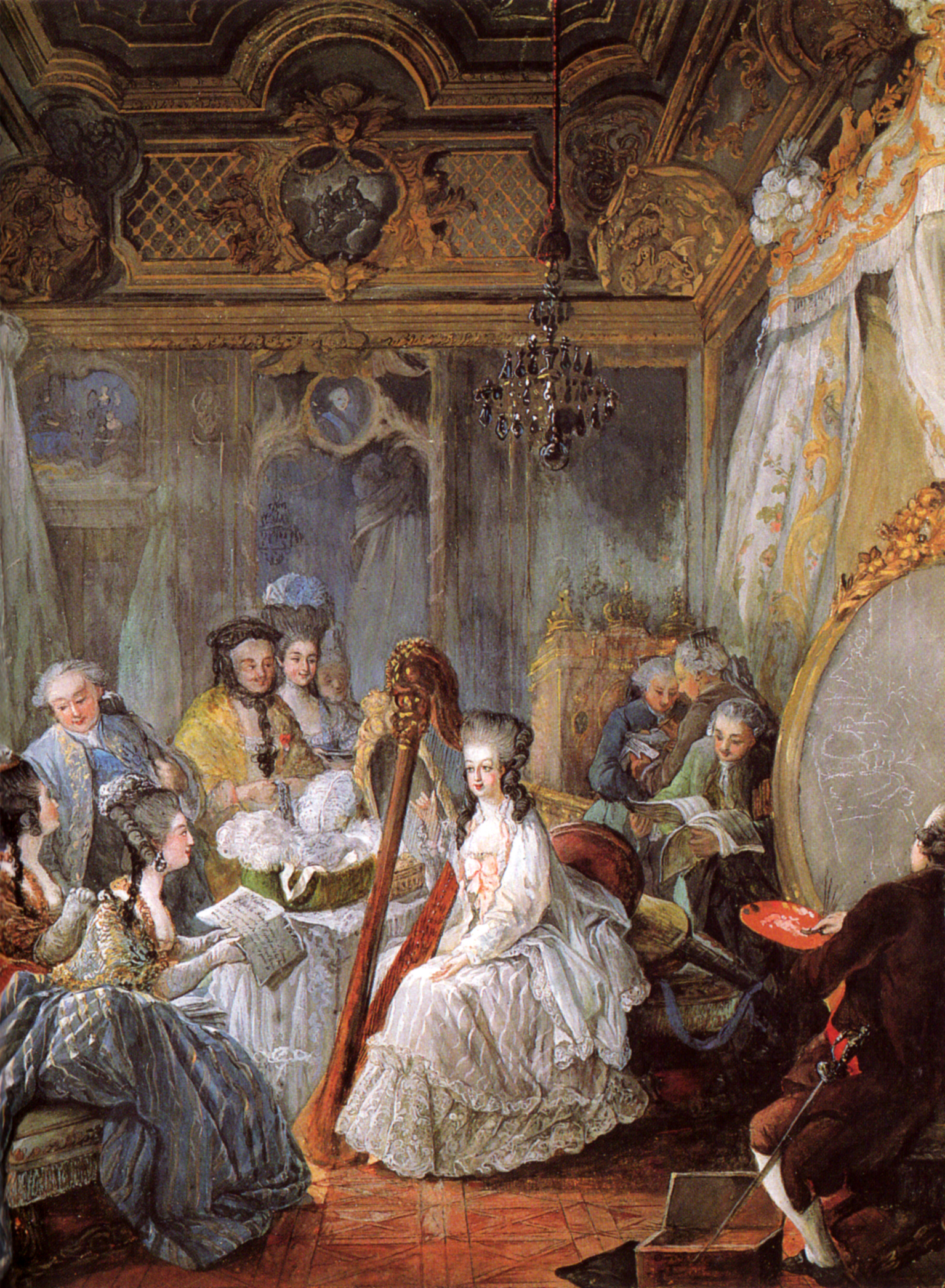
Maria Antonietta suona l'arpa, circondata da un gruppo di nobili, nella sua camera da letto a Versailles. Dipinto di Jean-Baptiste André Gautier-Dagoty (1777).

Nell'estate dello stesso anno Maria Antonietta conobbe Gabrielle de Polignac, la quale, divenuta la sua migliore amica, fece entrare la regina nell'entourage della famiglia Polignac, che avrebbe dominato la corte per anni. Il 6 agosto 1775 sua cognata, la contessa d'Artois, diede alla luce un bambino, il duca d'Angoulême, che divenne erede presuntivo al trono dopo il re, il conte di Provenza e il proprio padre. Le popolane presenti a corte quel giorno insultarono Maria Antonietta, che, raggiunti i propri appartamenti privati, scoppiò in lacrime. Ciò determinò lo scaturire di una pletora di pamphlet, nei quali erano messe in evidenza l'impotenza del re e la ricerca di piaceri sessuali da parte della regina, sia con uomini sia con donne. Tra gli amanti attribuiti presenziavano i suoi amici più stretti: la principessa de Lamballe e il cognato, il conte d'Artois.
Ad agosto, il re donò a Maria Antonietta il Petit Trianon, una dépendance costruita anni prima per Madame de Pompadour, che la regina fece ristrutturare secondo il suo personale gusto neoclassico, in cui prevalevano la semplicità e l'eleganza. Poco dopo la Francia andò incontro a una grave crisi finanziaria. Ai debiti contratti durante la Guerra dei sette anni si sommarono le spese dovute alla partecipazione alla Guerra d'indipendenza americana. Nel 1776 Turgot fu licenziato e, al suo posto, venne nominato ministro delle finanze il banchiere ginevrino Jacques Necker, che cercò invano di tagliare le eccessive spese della corte.
Il 18 aprile 1777 giunse a Parigi l'imperatore Giuseppe II, venuto in Francia per capire perché il matrimonio fra la sorella minore e il cognato non fosse stato ancora consumato. Maria Antonietta cominciò subito a confidare al fratello la sua penosa situazione coniugale. È stato comunemente creduto che Luigi XVI soffrisse di fimosi e necessitasse di un intervento chirurgico per compiere l'atto sessuale. Tuttavia, dopo aver parlato con il re, Giuseppe arrivò alla conclusione che ciò fosse dovuto solo alla sua inesperienza. Giuseppe concluse che anche la sorella non aveva alcun appetito sessuale, né tanto meno intraprendenza, situazione assai diversa da quella descritta nei libelli. Riteneva che il re e la regina di Francia fossero «due perfetti pasticcioni».
Dopo aver chiarito la questione con il re, Giuseppe cominciò a criticare la sorella sulle frivolezze, gli sprechi e le amicizie. Nonostante tutto, Giuseppe scrisse al fratello Pietro Leopoldo riguardo alla sorella: «È ancora molto infantile ed essenzialmente pura e virtuosa». Quando il fratello se ne andò, le lasciò varie raccomandazioni scritte, intenzionalmente esagerate, con lo scopo di far spaventare la sorella e farle adottare uno stile di vita più serio. La regina, angustiata dalla lettera, comprese i suoi errori e promise al fratello di correggere il suo comportamento. Grazie ai consigli dell'imperatore Giuseppe, Maria Antonietta si riavvicinò al re e, il 18 agosto 1777, il matrimonio fu ufficialmente consumato.

### Maternità (1778-1781)

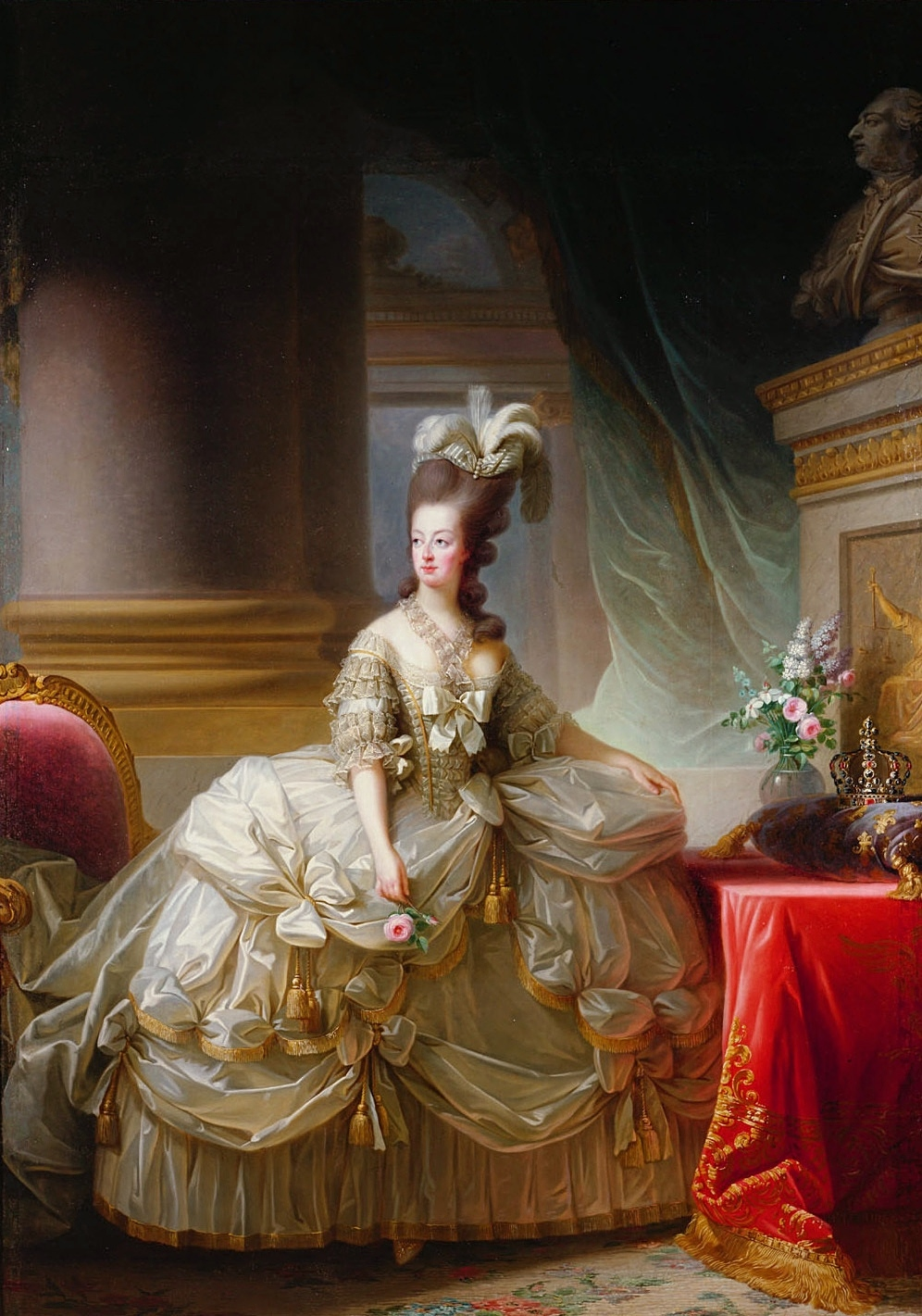
Maria Antonietta in grand habit de cour in un ritratto di Élisabeth Vigée Le Brun (1778). Si tratta del primo dei molti ritratti ufficiali che la pittrice francese, coetanea e amica di Maria Antonietta, realizzò per la regina.

Nei primi mesi del 1778 scoppiò la guerra di successione bavarese. La regina, subendo numerosi ricatti psicologici da parte della madre e abilmente manipolata dall'ambasciatore Mercy, si adoperò a favorire gli interessi austriaci presso il marito, ma ciò suscitò l'antagonismo dei ministri del re e la sfiducia da parte dei sudditi. Da quel momento tutti cominciarono a chiamarla "l'Austriaca".
Nella primavera di quell'anno, seguendo i consigli di Mercy, la regina riprese la vita coniugale con il marito e ne rimase incinta. La situazione politica non cambiò. Seppure dall'Austria i suoi parenti l'accusassero di essere inutile per gli interessi dell'alleanza, la sovrana, nel periodo di gravidanza, pensò solo al benessere del figlio che aveva in grembo. Il 19 dicembre 1778 avvenne il parto della sovrana, a cui, secondo le regole dell'etichetta, presenziò la corte. A causa di alcune complicazioni post-partum, Maria Antonietta perse i sensi e venne salassata a freddo. Venne informata solo più tardi che aveva dato alla luce una bambina, subito battezzata Maria Teresa Carlotta.
In quegli anni finirono i lavori di restauro al Petit Trianon e ai giardini adiacenti. La sovrana, nemica di ogni costrizione, ribadiva la propria indipendenza e, nella convinzione che pure le regine potessero avere una vita privata, viveva al Petit Trianon come ella stessa desiderava, senza la soffocante etichetta di Versailles, causando scandalo nei cortigiani. Nello stesso periodo l'amicizia con la contessa de Polignac si fece più forte, tanto che a corte si cominciò a parlare di un presunto rapporto lesbico fra le due donne. Ma la questione che faceva infuriare molte persone riguardava soprattutto i privilegi e le alte cariche che la sovrana elargiva alla favorita e alla sua cricca, in un periodo in cui si cominciava a parlare seriamente di riduzione delle spese. Gli esiti più estremi del favoritismo di Maria Antonietta nei confronti della sua amica e della sua famiglia furono raggiunti nell'ottobre del 1780, quando il conte de Polignac ricevette il prestigioso titolo di duca e la moglie il privilegio di un tabouret, uno sgabello pieghevole, che dava il permesso di sedersi in presenza dei sovrani.

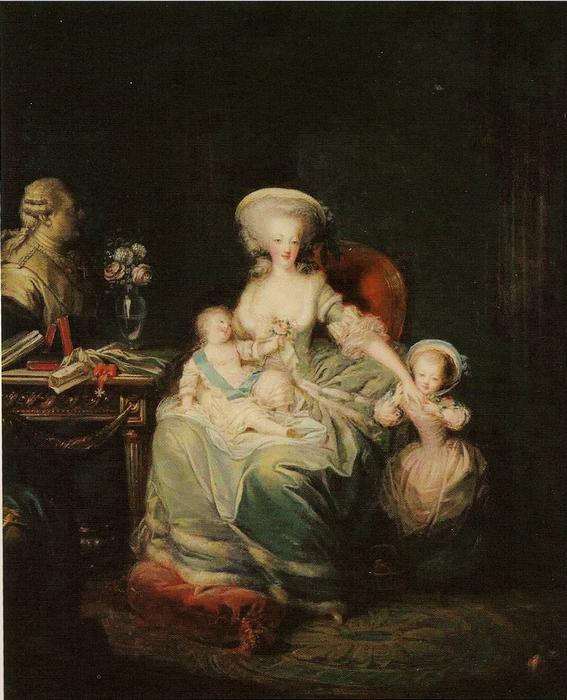
Maria Antonietta con i suoi figli. Dipinto di Charles Le Clercq (1781).

A Vienna l'imperatrice era sempre più angosciata nel pensare che la figlia fosse manipolata da una cerchia di "presunti amici", che l'allontanavano dalla vita di corte. Cercò di mettere in guardia la figlia con dolcezza, senza adottare nessun tono autoritario, spiegandole che comprendeva le noie delle funzioni di Stato, ma i disagi che derivavano quando non venivano adempiute erano molto peggiori dei piccoli inconvenienti che si avevano nel presentarsi in pubblico. La regina, però, minimizzò l'influenza che i suoi amici avevano su di lei. Il 29 novembre 1780 l'imperatrice Maria Teresa morì. Quando Maria Antonietta ne venne informata, svenne dal dolore. Grata al marito per esserle rimasto vicino in quegli attimi dolorosi, gli si riavvicinò e, già a febbraio, si parlò di un'altra gravidanza.
Nel maggio del 1781 Necker dette le dimissioni su esortazione di Maurepas, che sarebbe poi morto nel novembre successivo. Nel luglio dello stesso anno Giuseppe II tornò a far visita alla sorella e fu durante questo soggiorno che sorsero le prime accuse, secondo cui la regina avrebbe passato ingenti somme di denaro, proveniente dalla tesoreria regale, al fratello. Ma non c'era niente di vero.
Il 22 ottobre 1781, con gioia del re e della nazione, la regina partorì il tanto sospirato erede al trono: Luigi Giuseppe. Dopo aver dato l'erede allo Stato, Maria Antonietta si poteva considerare legittimamente la regina di Francia. Anche se la felicità per la nascita dell'erede si era sparsa in tutta la Francia, nello stesso periodo venne pubblicata una nuova ondata di libelli satirici, che mettevano in discussione la paternità del bambino. La reputazione della regina, già minata dalle dicerie suscitate dai suoi modi disinvolti, ne uscì ancora più danneggiata.

### Ostilità popolare (1782-1786)

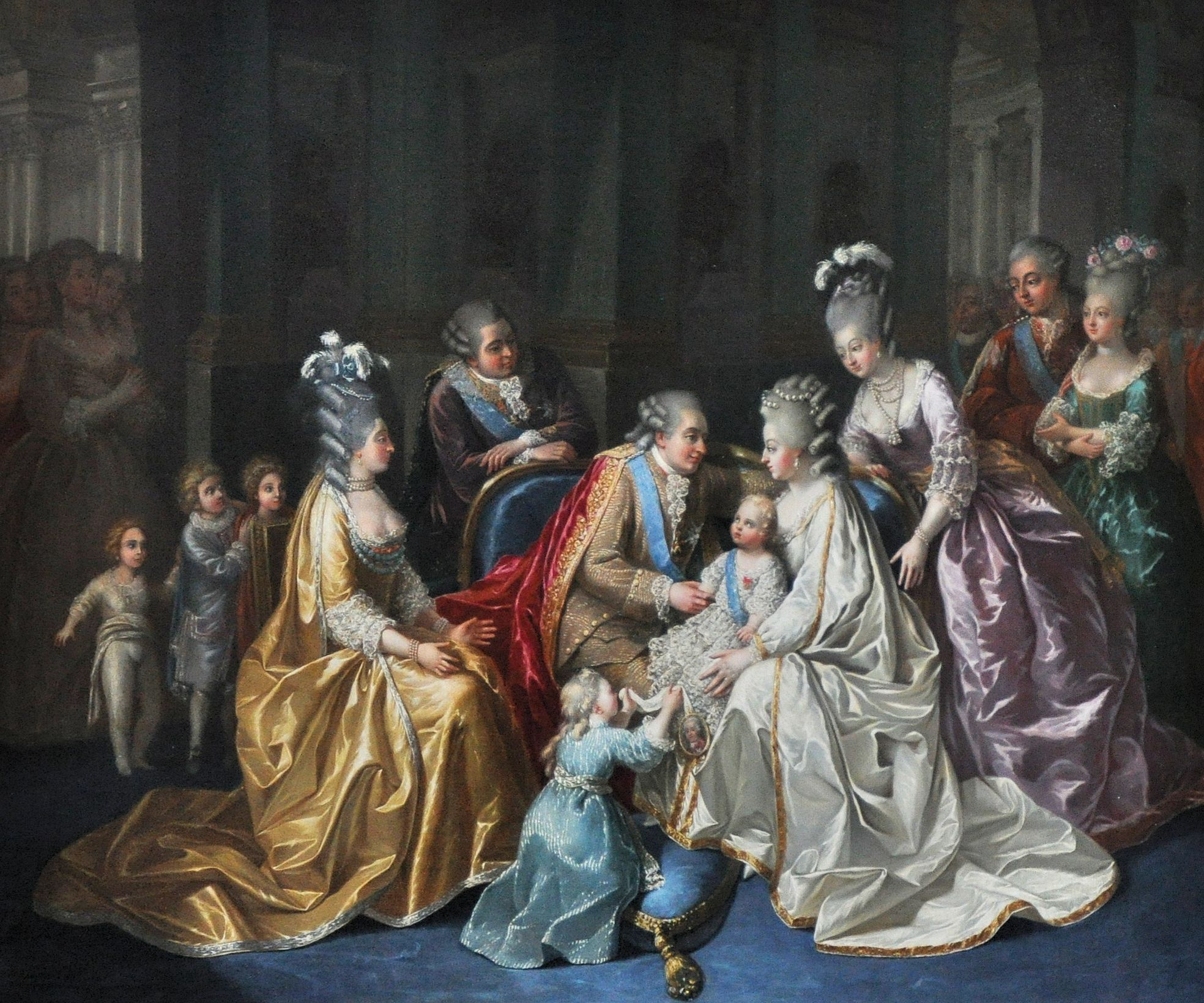
La famiglia reale francese nel 1782

Alla fine dell'estate del 1782 scoppiò lo scandalo della bancarotta dei Guéménée: la governante dei Fils de France, la principessa di Guéménée, presentò così le dimissioni. L'incarico passò nelle mani di Gabrielle de Polignac, la più intima amica della regina. Ciò non fece che aumentare le maldicenze sulle due donne e i dissensi contro la sovrana. Nel frattempo, tra il 1782 e il 1783, nei pressi del Petit Trianon, la regina fece cominciare la costruzione di un piccolo villaggio di dodici casette (nove delle quali sono ancora in piedi), sulla base di un quadro del pittore Hubert Robert e del progetto di Richard Mique: tutto ciò venne chiamato Le Hameau. Questa ricerca di una vita semplice, ispirata al mito dell'Arcadia virgiliana e teocritea, nonché ad alcune idee sui giardini e la campagna di Rousseau, come messe in pratica ad esempio dal marchese Girardin, il cui parco a Ermenonville era stato visitato dalla regina,, fu giudicata scandalosa e poco consona a una regina.

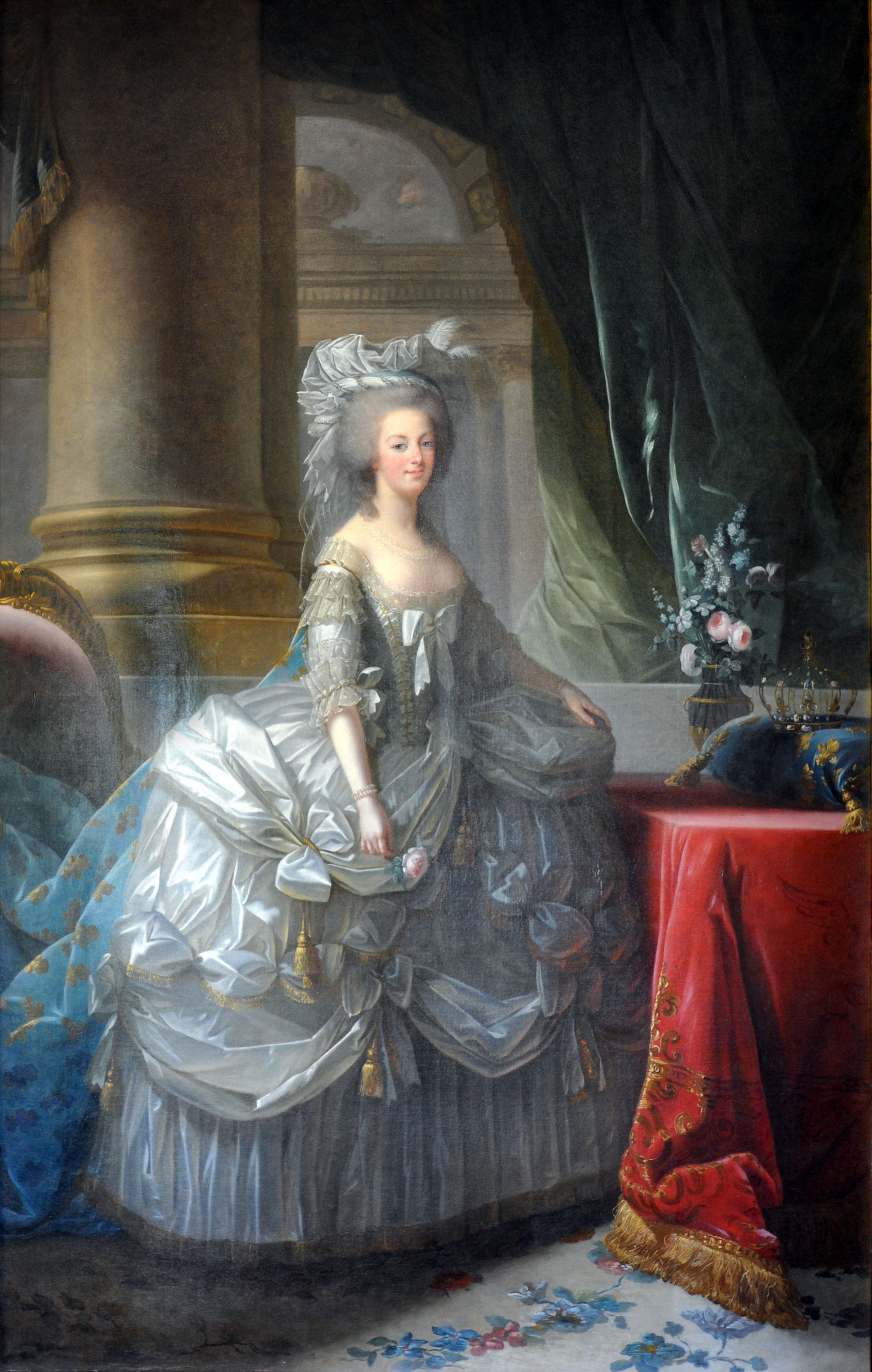
Maria Antonietta in gran abito di corte. Dipinto di Élisabeth Vigée Le Brun (1783).

In questo periodo Giuseppe II chiese alla sorella di convincere il marito a intervenire, in appoggio all'Austria e alla Russia, per una spartizione dell'Impero ottomano. Anche in questa occasione Maria Antonietta si schierò dalla parte dell'Austria, cercando di favorirne gli interessi, e si riavvicinò a Luigi XVI, rimanendo incinta, ma pure questa volta senza risultati utili per gli Asburgo. Il 1º novembre 1783 la regina, ormai molto avanti nella gravidanza, ebbe un aborto spontaneo, che guastò la sua salute per diversi mesi. Durante questa fase depressiva, dovuta all'aborto, la regina si abbandonò al dominio dei Polignac, che riuscirono a far nominare Controllore generale delle finanze Charles Alexandre de Calonne, la cui politica avrebbe portato la Francia alla completa insolvenza. Maria Antonietta non lo stimava apertamente e, negli anni a seguire, Calonne sarebbe stato uno dei suoi maggiori nemici.
Nel 1784 il re vietò la messa in scena de Le nozze di Figaro di Beaumarchais, poiché conteneva espliciti contenuti che andavano contro gli interessi della classe aristocratica. La regina e la sua cerchia fecero numerose rimostranze al re, che alla fine tolse il divieto di rappresentazione. Lo spettacolo ebbe un grande successo e fu rappresentato anche di fronte alla regina e al re Gustavo III di Svezia, giunto in incognito a Parigi. Quest'ultimo avvertì Maria Antonietta sui contenuti pericolosi della pièce, e la sovrana accusò il suo entourage di averla indotta a far cambiare idea al re. Erano i primi segni di frattura tra la regina e i Polignac. Poco dopo la partenza del re di Svezia, Maria Antonietta si accorse di essere nuovamente incinta.
Nello stesso periodo Giuseppe II, che aveva fatto scoppiare la cosiddetta "guerra della marmitta" contro gli olandesi, interpellò la sorella per far intervenire Luigi XVI in suo favore, ma il re rifiutò. Maria Antonietta, in una lettera, spiegò al fratello che non aveva alcuna influenza sul re riguardo alla politica. Alla fine Luigi XVI intervenne lo stesso e si impegnò a pagare agli olandesi una certa quantità di denaro a nome dell'Austria. Questa azione venne attribuita all'influsso della regina. La dedizione di Maria Antonietta alla Casa d'Austria scandalizzò molte persone a corte, facendo crescere la sua impopolarità, continuamente alimentata da libelli diffamatori, tra cui quelli del drammaturgo Mayeur de Saint-Paul, e maldicenze sui suoi comportamenti frivoli e leggeri. La regina era ormai invisa sia al popolo sia alla maggior parte della corte.
Mentre la gravidanza continuava, Maria Antonietta riuscì a convincere il re ad acquistare dal duca di Chartres il castello di Saint-Cloud, spendendo una cifra esorbitante, cosa che le valse l'aumento dell'impopolarità. Inoltre, il palazzo non fu acquistato come bene pubblico dello Stato, ma come proprietà privata della regina di Francia: la cosa era inconsueta e fece clamore. Il 27 marzo 1785, nacque il terzo figlio di Maria Antonietta, che venne chiamato Luigi Carlo.

#### L'affare della collana

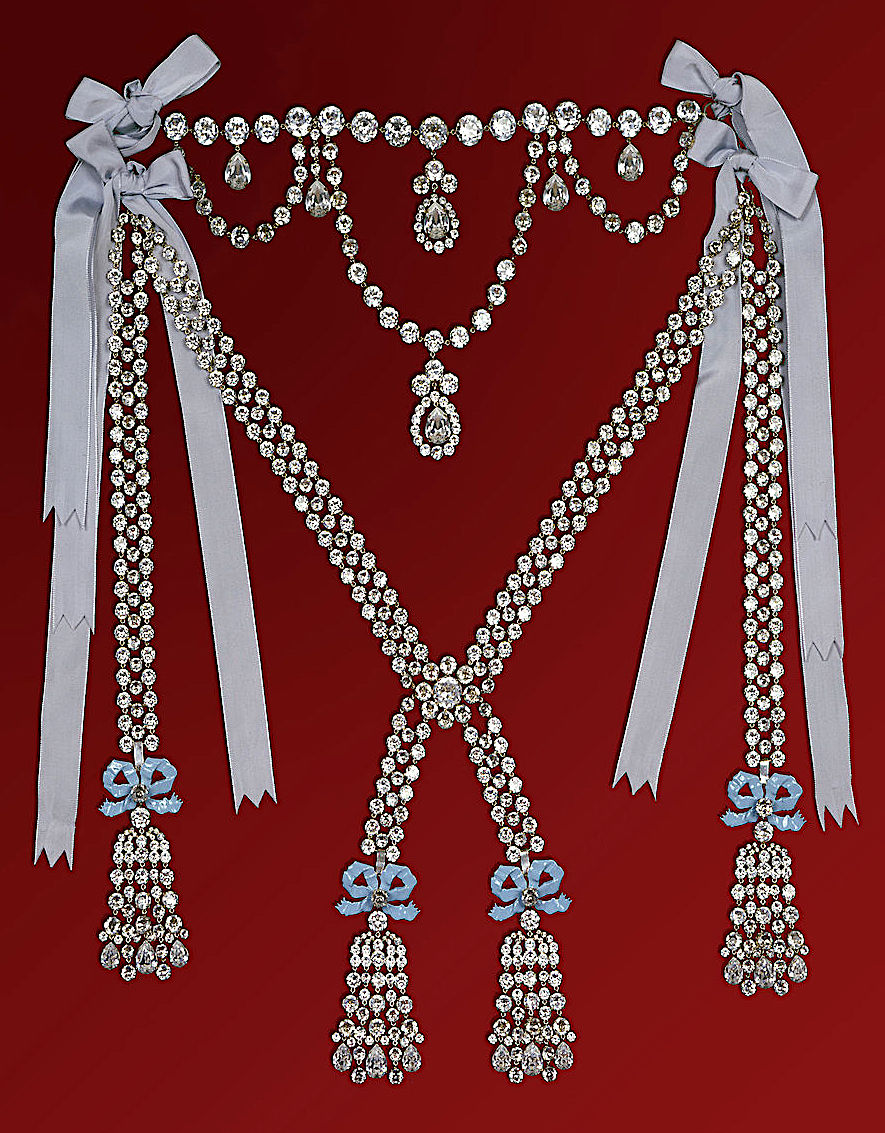
Una riproduzione in zirconi, conservata nel castello di Breteuil, della collana di diamanti al centro dello scandalo. Il suo costo era di 1.600.000 livres, pari a circa 500 kg d'oro.

Nel 1785 la regina, che aveva cominciato a cimentarsi come attrice nel teatro del Petit Trianon, decise di mettere in scena la famosa commedia Il barbiere di Siviglia di Beaumarchais. Il 12 luglio, mentre era impegnata nelle prove, Boehmer, il gioielliere di corte, le mandò un biglietto, in cui la ringraziava per aver comprato una collana e le ricordava l'approssimarsi della prima rata del pagamento. Maria Antonietta, che non comprese quel biglietto, pensò che fosse inutile conservarlo e lo bruciò. Boehmer, da molti anni, stava proponendo alla regina di acquistare un pezzo di grande valore, realizzato inizialmente per Madame Du Barry. Maria Antonietta, che non desiderava comprarlo, gli aveva risposto: «Se ho del denaro da spendere preferisco incrementare le mie proprietà a Saint-Cloud».

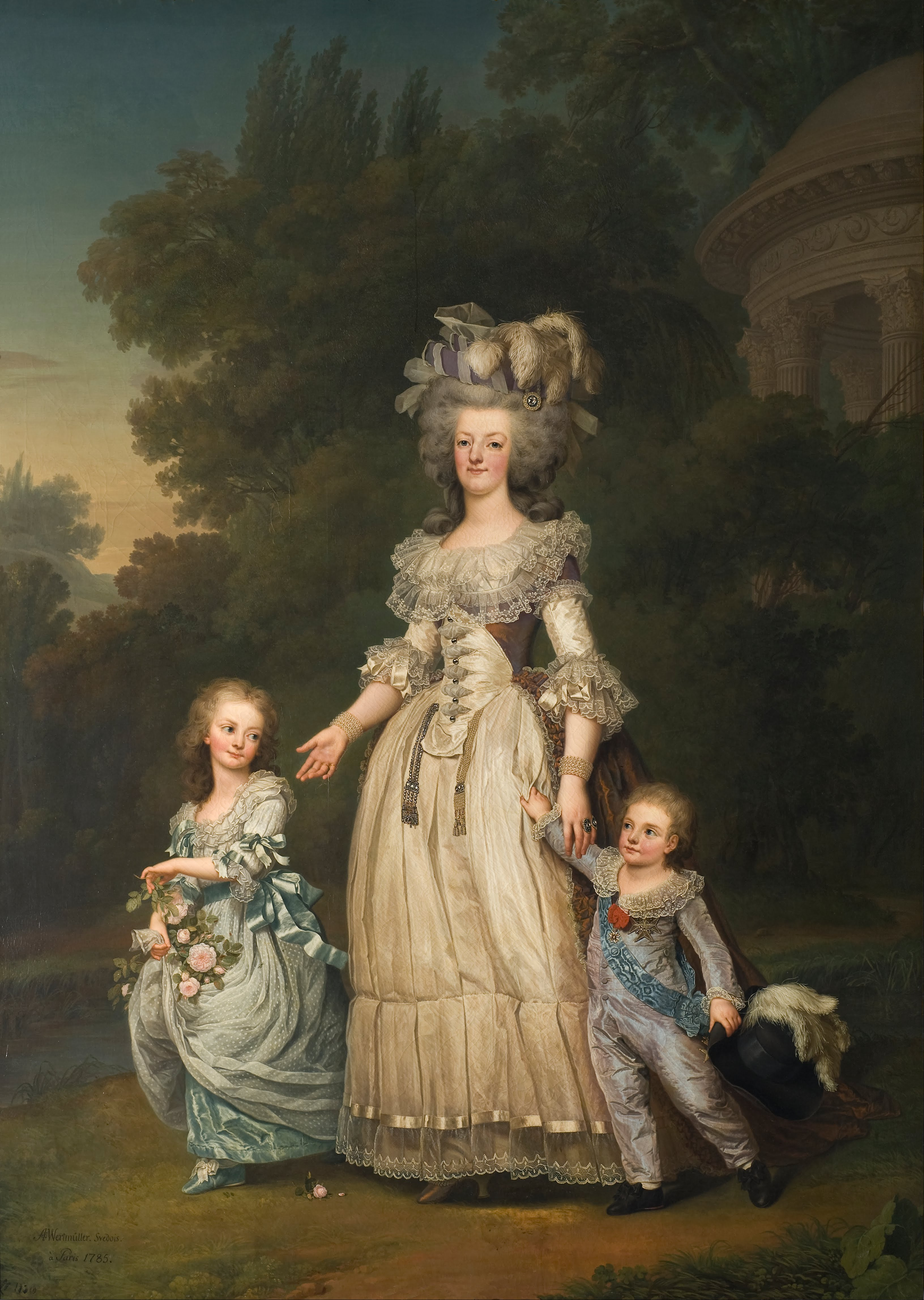
Maria Antonietta con due dei suoi figli, Maria Teresa Carlotta e Luigi Giuseppe, nel parco di Trianon. Dipinto di Adolf Ulrik Wertmüller (1785).

La verità sulla questione venne alla luce poco dopo. Boehmer era convinto di aver venduto alla regina una collana di diamanti, con in veste di garante il cardinale di Rohan, uomo particolarmente inviso a Maria Antonietta e a cui la regina non rivolgeva la parola da più di un decennio. Il 15 agosto 1785, poco prima che si svolgesse la messa per l'Assunzione, Rohan fu privatamente interrogato sulla vicenda di fronte al re e alla regina, poi fu arrestato davanti ai cortigiani nella Galleria degli Specchi. Prima di essere preso in custodia, Rohan riuscì a far distruggere dai suoi servitori tutte le carte compromettenti, e solo pochi documenti rimasero intatti. Alcuni giorni dopo venne rinchiuso alla Bastiglia. Dalle indagini fatte svolgere dalla corona risultò che il cardinale, cercando di ottenere i favori di Maria Antonietta, era stato ingannato dalla contessa Jeanne Valois de La Motte, che fu arrestata e condotta alla Bastiglia. Da tempo la contessa era riuscita a convincere Rohan di essere un'amica intima della regina, grazie a una lunga corrispondenza fasulla e a un incontro, avvenuto di notte nei giardini di Versailles, con una prostituta, Nicole d'Oliva, travestita da Maria Antonietta. La contessa de La Motte, venuta a sapere del gioiello di Boehmer, era riuscita a far comprare al cardinale la collana e a farla finire nelle proprie mani. Il monile, smontato in più pezzi, fu venduto a Londra dal marito della contessa.
Il 25 agosto Maria Antonietta volle che tutta la faccenda fosse giudicata pubblicamente, per dimostrare all'opinione pubblica di essere innocente. Il processo durò a lungo, sino al 31 maggio 1786. Rohan, pur essendo colpevole di lesa maestà, venne assolto, e tutte le accuse riportate contro di lui vennero dichiarate non sussistenti. Il parlamento di Parigi mostrò che osava sfidare l'autorità reale. La contessa de La Motte, invece, fu condannata a essere marchiata pubblicamente come ladra e a essere rinchiusa a vita nel carcere della Salpêtrière. L'assoluzione di Rohan non fu gradita dalla corte di Versailles e il re esiliò il cardinale. Maria Antonietta, profondamente scossa, si rese conto di quale immagine avesse di lei l'opinione pubblica: una perfida donna, dilapidatrice delle casse dello Stato, che manipolava il sovrano per gli interessi dell'imperatore austriaco e lo tradiva come marito per soddisfare i suoi istinti lussuriosi.
Nel frattempo la regina diede un taglio ad alcune delle sue spese e adottò un abbigliamento più sobrio e consono a una sovrana. Durante il periodo del processo, Maria Antonietta era rimasta incinta per la quarta volta e, il 9 luglio 1786, partorì prematuramente una bambina, che fu battezzata Sofia Elena Beatrice, ma che poco dopo morirà.
Fuori da palazzo, intanto, era il soggetto di numerosi libelli pornografici e satirici, scaturiti dopo l'affare della collana.

### Attività politica (1786-1789)

Maria Antonietta con i suoi figli, Maria Teresa Carlotta, Luigi Carlo e Luigi Giuseppe, che indica la culla vuota di Sofia Elena Beatrice, morta a un anno di vita. Dipinto di Élisabeth Vigée Le Brun (1787), in cui la regina è mostrata nel ruolo di "madre della Francia".

La grave crisi finanziaria, iniziatasi nel 1783, si aggravò a tal punto che il re, in accordo col ministro Calonne, decise di richiamare l'Assemblea dei notabili, dopo una pausa di centosessant'anni, nel tentativo di attuare alcune riforme necessarie per alleviare la situazione del paese. Maria Antonietta non fu presente alle riunioni dell'Assemblea e fu accusata di volerne vanificare i propositi. Con o senza la regina, l'Assemblea dei notabili si dimostrò fallimentare e Luigi XVI licenziò Calonne. Maria Antonietta continuò a non intromettersi nella politica interna: accettò passivamente che il re non prendesse in considerazione il candidato filo-austriaco alla carica di Ministro degli Affari Esteri e disse all'ambasciatore Mercy che «non era giusto che la corte viennese nominasse ministri alla corte di Versailles».
Il re, però, cadde in uno stato di profonda depressione e Maria Antonietta, che non aveva mai aspirato al potere, si ritrovò a entrare negli affari di Stato, abbandonando i suoi interessi frivoli. La politica di Maria Antonietta si dimostrò anti-austriaca: il suo primario interesse era la stabilità della Francia per il bene dei suoi figli, i Fils de France. In maggio, per sostituire Calonne come Ministro delle Finanze, fu nominato dal re l'arcivescovo Loménie de Brienne, alleato politico della regina, che le consigliò di fare enormi tagli alle sue spese e a quelle dei suoi amici. Gli ingenti tagli che la regina attuò non migliorarono la sua popolarità e le alienarono le sue amicizie; il popolo, invece, cominciò a paragonarla a Fredegonda e Isabella di Baviera, le più terribili e odiate regine di Francia.
Brienne non riuscì a ottenere risultati migliori del suo predecessore e, il 25 maggio, l'Assemblea dei notabili fu sciolta. Maria Antonietta, ritenuta responsabile, cercò inutilmente di reagire con la sua propaganda, facendosi raffigurare da Madame Vigée Le Brun insieme ai suoi figli, nell'immaginario di madre della Francia. Nello stesso periodo, Jeanne de La Motte riuscì a scappare di prigione e fuggì a Londra, dove, sotto la protezione di Calonne, pubblicò le sue memorie contro la regina.
La politica del re, che esiliò il Parlamento di Parigi l'11 novembre, aumentò il favore di cui godeva suo cugino, il duca d'Orléans. Dal Palais-Royal, la sua residenza a Parigi, partiva un'intensa campagna diffamatoria contro la corona e, in particolar modo, contro la regina, per la quale il duca provava un astio particolare. I problemi a cui il re e la regina furono sottoposti intaccarono la loro salute: Luigi XVI fu colpito da un grave attacco di erisipela, mentre la sovrana soffrì di disturbi non ben precisati e ingrassò. Dopo lo scoppio di numerose sommosse, il re, l'8 luglio e l'8 agosto, annunciò la sua intenzione di chiamare a raccolta gli Stati generali, tradizionale legislatura eletta del paese, non convocata dal 1614.

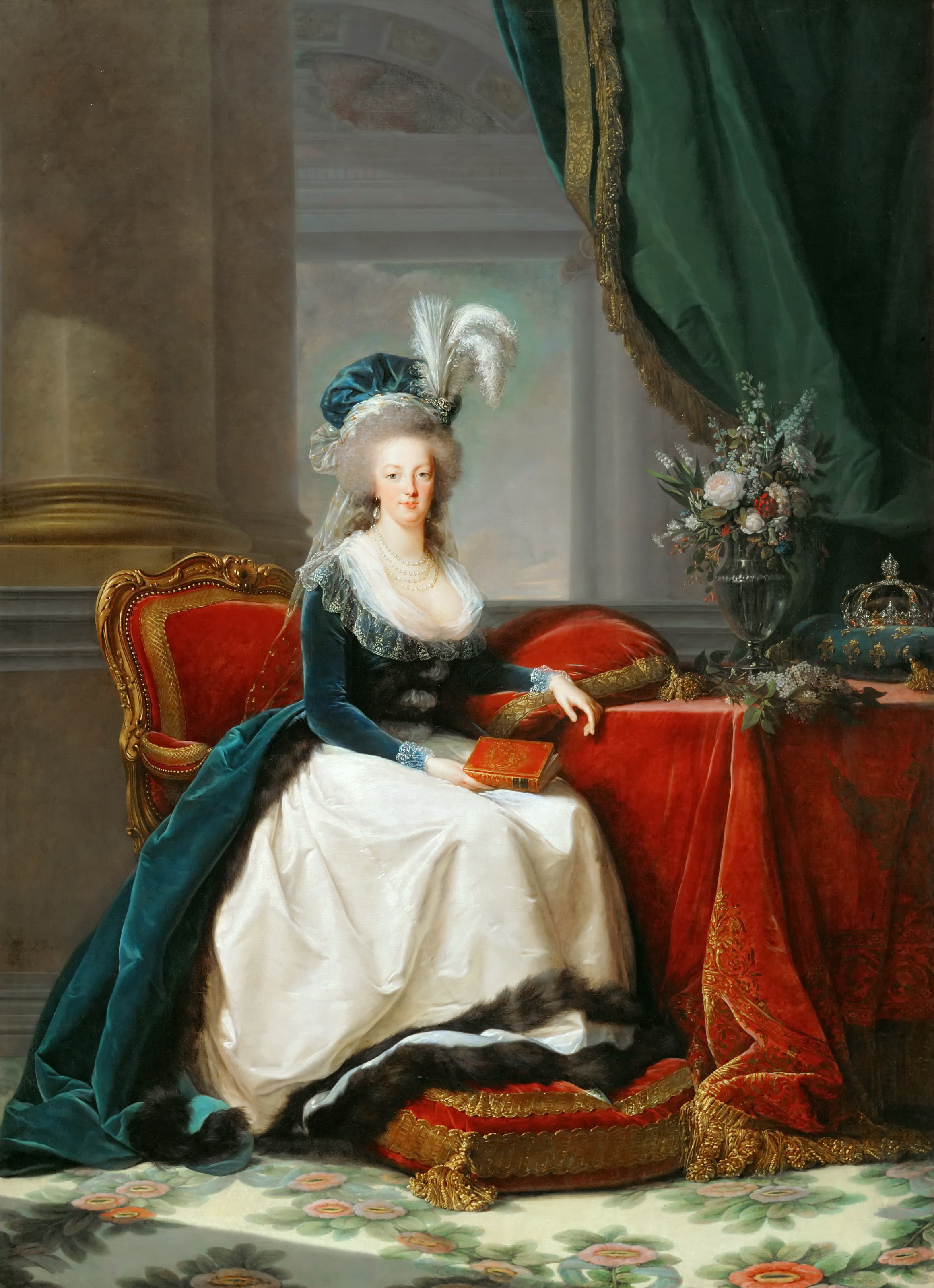
Maria Antonietta con un libro. L'ultimo ritratto ufficiale di corte, eseguito da Élisabeth Vigée Le Brun per la regina (1788).

La regina non fu direttamente coinvolta nell'esilio del Parlamento, negli editti di maggio e nella chiamata degli Stati generali. La sua principale preoccupazione, verso la fine del 1787 e l'inizio del 1788, fu la cagionevole salute del delfino, ammalato di una tubercolosi consuntiva, che gli aveva provocato un curvamento della colonna vertebrale. Tuttavia, fu lei l'artefice del richiamo di Jacques Necker, come ministro delle finanze, il 26 agosto: una mossa popolare, benché ella sapesse che la nomina dello svizzero si sarebbe rivoltata contro di lei, se Necker non fosse riuscito a riformare le finanze del paese. La sua previsione si avverò quando il prezzo del pane cominciò a salire a causa del rigido inverno, uno dei più freddi della storia, intercorso tra il 1788 e il 1789, e dopo il cattivo raccolto dell'estate precedente. Scoppiarono varie rivolte in tutta la Francia: le panetterie vennero saccheggiate e le truppe, mandate a sedarle, spararono avventatamente sulla folla.
Il 4 maggio 1789 ebbe luogo la parata d'apertura degli Stati Generali. Maria Antonietta venne pubblicamente presa di mira: al suo passaggio fu gridata la frase «Viva il duca d'Orleans!». Il giorno seguente, quando si riunirono i tre Stati a Versailles, la regina fu accolta in sala dal silenzio. Gli sviluppi che si verificarono in quei giorni non coinvolsero i sovrani, unicamente occupati a pensare al loro figlio, ormai morente. La sera del 4 giugno, a Meudon, il delfino Luigi Giuseppe si spense, a nemmeno otto anni di vita, davanti alla madre, che era rimasta al suo capezzale fino all'ultimo istante. I sovrani vegliarono tutta la notte il figlio morto, ma, a causa delle regole dell'etichetta, fu negato loro il diritto di presenziare al funerale del delfino a Saint-Denis. La sua morte, che sarebbe stata normalmente pianta a livello nazionale, fu praticamente ignorata dal popolo francese, che invece pensava alle successive riunioni degli Stati Generali, con la speranza di un miglioramento sociale. «Mio figlio è morto e pare che non importi a nessuno!» esclamò la sovrana. Quando il Terzo stato si dichiarò Assemblea nazionale autocostituita nella sala della pallacorda, e fu sparsa la voce che la regina avrebbe voluto fare il bagno nel loro sangue, Maria Antonietta era in realtà in fase depressiva, a causa del lutto per il figlio.

### Rivoluzione (1789-1792)

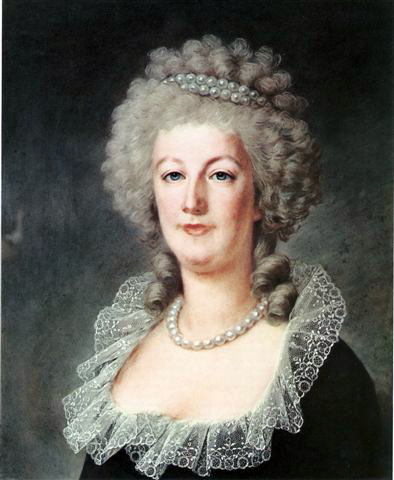
Un ritratto di Maria Antonietta realizzato nel 1791 da Alexandre Kucharsky, nuovo pittore di corte, dopo la fuga all'estero di Élisabeth Vigée Le Brun.

La situazione cominciò a evolvere in maniera violenta nei mesi di giugno e luglio, quando l'Assemblea nazionale chiese sempre maggiori diritti a Luigi XVI, che cercò invece di limitare e sopprimere il potere del Terzo Stato. La sovrana e i fratelli minori del re chiedevano l'immediato scioglimento degli Stati Generali, preferibilmente con l'arresto dei militanti più in vista del Terzo Stato. Maria Antonietta, che non comprendeva le aspirazioni democratiche del popolo, era convinta che le rivolte fossero istigate da terzi, che sobillavano i sudditi a combattere la corona. Nella sua idea indiscutibile di monarchia assoluta non c'era posto per deputati eletti che esercitassero il potere legislativo. L'11 luglio Necker fu licenziato. Quando la notizia fu divulgata, scoppiarono a Parigi dei tumulti, culminati tre giorni dopo nella presa della Bastiglia del 14 luglio 1789.
Nelle settimane che seguirono molti dei maggiori conservatori monarchici, tra i quali il conte d'Artois e la duchessa de Polignac, fuggirono dalla Francia per timore di essere assassinati. Maria Antonietta, pur angosciata dal sapere la sua vita in pericolo, decise di rimanere per aiutare il marito a ristabilire la tranquillità, benché il potere del re fosse stato progressivamente limitato dall'Assemblea costituente, che, ora a capo di Parigi, arruolava uomini per la guardia nazionale.
Nel clima della Grande Paura, che sconvolse le campagne tra luglio e agosto, la figura di Maria Antonietta personificava gli orrori di una sanguinosa controrivoluzione. Il 1º ottobre, al palazzo di Versailles, fu data una cena in onore dei reggimenti di Fiandra, ma a Parigi trapelò la notizia che si fosse svolta un'orgia anti-rivoluzionaria. Il 5 ottobre 1789 una folla armata, per lo più composta di donne, marciò su Versailles per chiedere pane al re e presentargli una petizione, con la speranza che la situazione si risolvesse. La mattina del 6 ottobre gli appartamenti reali furono invasi, la regina fu insultata e ci furono dei morti tra la folla e le guardie del corpo. La famiglia reale, allora, fu costretta a trasferirsi a Parigi, nel palazzo delle Tuileries, sotto la vigilanza della guardia nazionale.

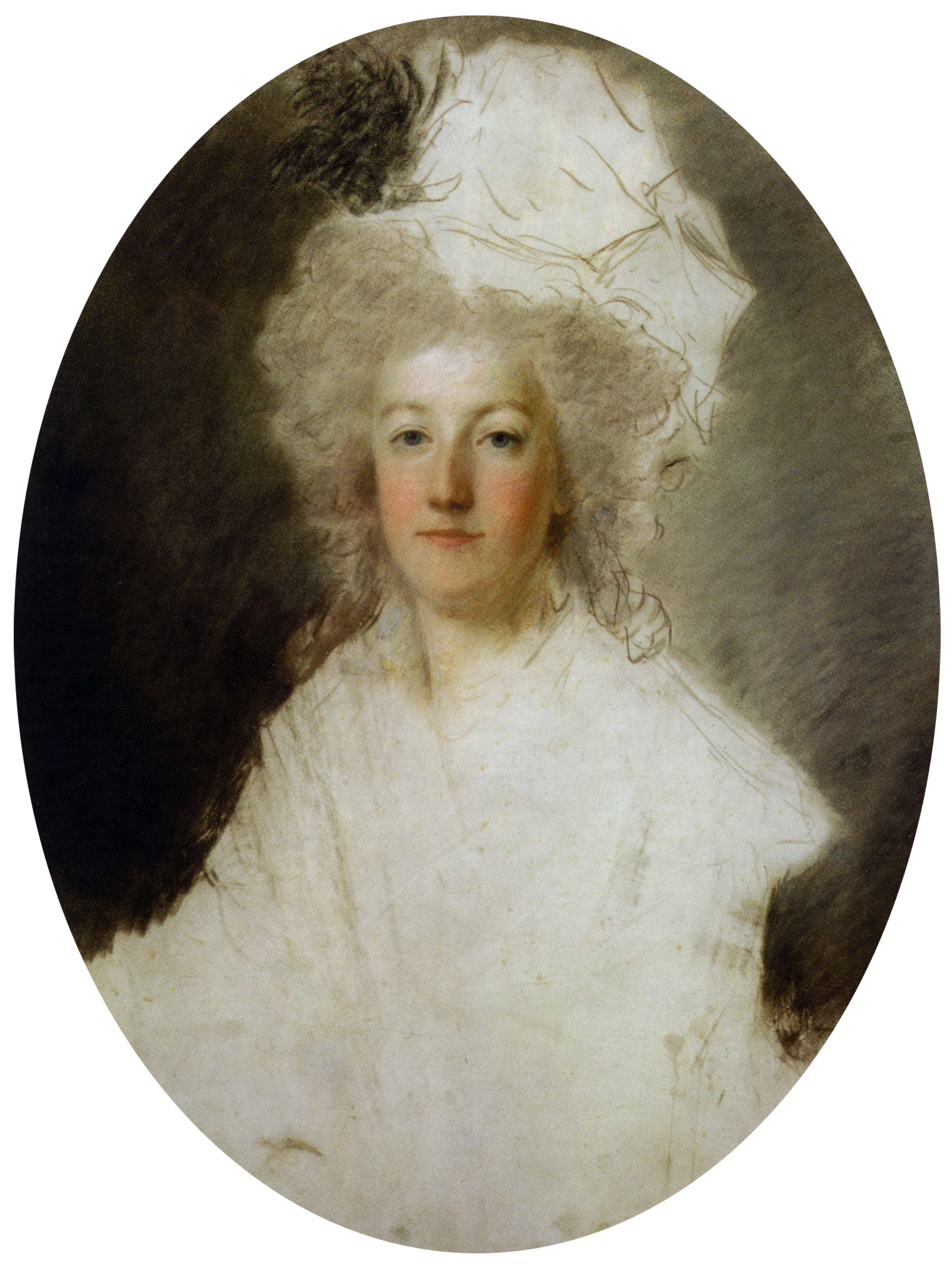
Pastello incompiuto di Alexandre Kucharsky, che mostra Maria Antonietta poco prima della fuga a Varennes. In basso, a sinistra, è visibile il colpo inferto alla tela dalla baionetta di un rivoluzionario.

Maria Antonietta scrisse ai suoi amici che non aveva intenzione alcuna di impegnare ulteriormente se stessa nella politica francese, perché, se vi avesse partecipato o meno, tutto sarebbe stato inevitabilmente attribuito a lei, che temeva le ripercussioni di un ulteriore coinvolgimento. Nonostante la situazione, Maria Antonietta continuò ad adempiere alle funzioni rappresentative, alle elemosine e alle cerimonie religiose.
La maggior parte del suo tempo, tuttavia, fu dedicato ancora una volta ai suoi figli. Alle Tuileries, la famiglia reale era praticamente agli arresti domiciliari e riceveva spesso insulti, provenienti dall'esterno. La regina si confinò nel palazzo: raramente si mostrava in pubblico e vestiva con semplicità. La sua riservatezza venne però interpretata negativamente e venne considerata fredda e distante.
Nel febbraio del 1790 Luigi XVI era stato costretto ad approvare la Costituzione. In quel periodo cominciarono i contatti tra i sovrani e il conte de Mirabeau, un nobile simpatizzante della rivoluzione, che decise di aiutare la monarchia, indirizzandola verso un modello costituzionale. Sebbene Maria Antonietta disapprovasse la condotta morale di quell'uomo, accettò di farsi aiutare. Mirabeau, invece, l'ammirava per la sua "virile" determinazione, tanto da giungere a dire: «Il re ha un solo uomo con sé: sua moglie!».
In cambio di denaro il deputato avrebbe mandato numerose annotazioni ai sovrani per chiarire la situazione politica, secondo il suo punto di vista. Mirabeau riuscì a far apporre nella carta costituzionale significativi miglioramenti per la situazione del re, e i sovrani ne furono contenti. Nello stesso tempo, all'esterno, i sovrani erano visti dagli emigrati come dei traditori della causa monarchica; all'interno, invece, i parigini si abituarono a vedere il re come un traditore della nazione, meritevole di essere punito con la morte. Tutte queste fonti di continue e quotidiane preoccupazioni (ogni giorno si mormorava di un attentato alla regina o si ventilava una sua chiusura in monastero), fecero invecchiare prematuramente la giovane regina, appena trentacinquenne. Il continuo timore della morte, per sé e per la propria famiglia, la stavano segnando profondamente. Il 2 aprile 1791 Mirabeau morì.

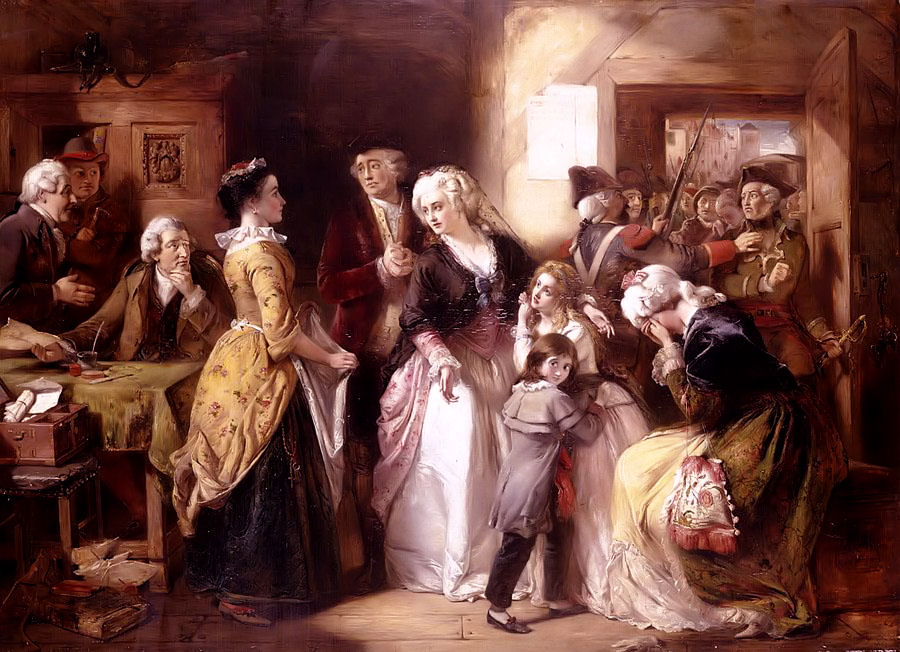
Arresto della famiglia reale a Varennes

Il 21 giugno 1791 la famiglia reale tentò la fuga verso i Paesi Bassi austriaci, ma a pochi chilometri dal confine, presso la cittadina di Varennes-en-Argonne, fu riconosciuta, arrestata e riportata a Parigi. Durante il viaggio, i reali furono attaccati e insultati. La fuga finì per demolire l'idea della sacralità della persona del re, già assai scossa. Si incominciò a pensare che un re, che aveva tradito il proprio paese cercando la fuga, non fosse più necessario neppure allo Stato.
Nel frattempo Maria Antonietta cominciò a barcamenarsi tra le forze conservatrici e quelle democratiche. Da una parte riprese i contatti con le corti straniere, da cui si aspettava sostegno, dall'altra, in attesa dell'arrivo delle truppe alleate, avvicinò Antoine Barnave, un giovane moderato conosciuto durante il rientro da Varennes, perché aiutasse la monarchia a uscire dalla situazione in cui si trovava a causa della tentata fuga. La regina non si rese conto che il giovane non aveva assolutamente lo stesso ascendente che Mirabeau esercitava sull'Assemblea, la quale si trovava sempre più d'accordo con il popolo, infuriato contro i sovrani. Nonostante questo, Barnave scrisse varie missive alla coppia reale, cercando invano di convincerla ad abbandonare il movimento controrivoluzionario e ad accettare la costituzione, i cui principali articoli, per ammissione della stessa sovrana a Mercy, erano una «serie di irrealizzabili assurdità».

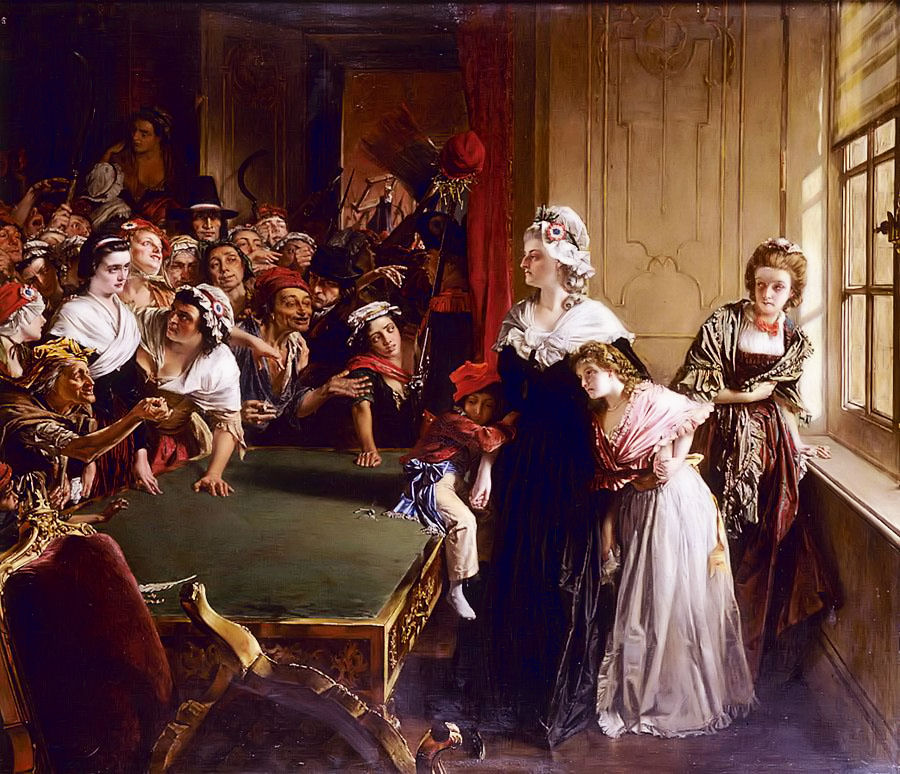
La folla invade gli appartamenti della regina durante il primo assalto alle Tuileries

Infine, il 14 settembre 1791, il re fu costretto a ratificare la prima costituzione francese. In seguito, spinto dall'Assemblea, Luigi XVI dichiarò guerra all'Austria, ma, nel giugno del 1792, oppose il suo potere di veto alla deportazione dei preti refrattari, ovvero gli ecclesiastici che non avevano giurato fedeltà alla costituzione, e alla formazione di un corpo di soldati provinciali da stanziare fuori Parigi. Il 20 giugno 1792 la folla in armi attaccò per la prima volta il palazzo delle Tuileries: i reali furono nuovamente offesi, ma rimasero composti di fronte a ogni minaccia.

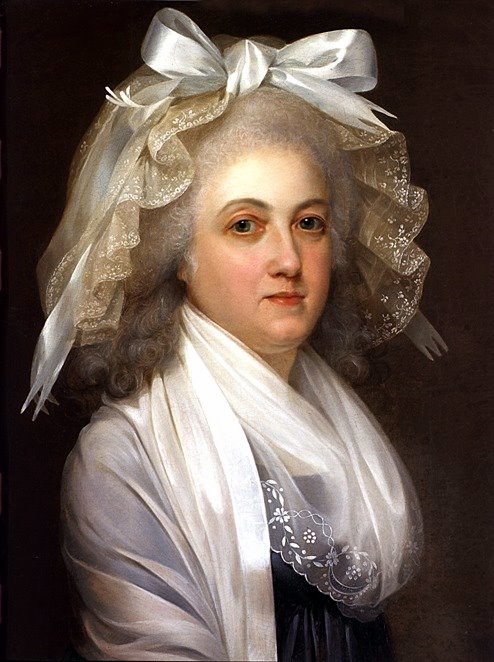
Maria Antonietta, dipinto alla Tour du Temple, attribuito a Kucharski.

Gli avvenimenti del 20 giugno erano solo la prova generale di quello che sarebbe accaduto il 10 agosto. Quel giorno avvenne il più cruento assalto al palazzo, che sancì la definitiva caduta della monarchia francese. Nell'assalto alle Tuileries morirono tutte le guardie svizzere del re e molti nobili rimasti a difendere la famiglia reale, la quale aveva cercato rifugio presso l'Assemblea nazionale. Tre giorni dopo, per ordine della Comune, la famiglia reale venne trasferita dentro la Torre del Tempio, un antico monastero dei Templari, allora adibito a carcere. I sovrani, i figli e la sorella minore del re furono dunque rinchiusi nella prigione, mentre a Madame Campan, prima cameriera della regina, e alla principessa de Lamballe non fu permesso di seguirli. Quest'ultima fu uccisa e fatta a pezzi durante i massacri di settembre: la sua testa fu portata in corteo sotto le finestre della regina, che svenne dall'orrore.
Da lì a pochi mesi cominciò il processo al re, che ne decretò la definitiva condanna alla ghigliottina: la sentenza fu eseguita il 21 gennaio 1793, a Parigi, nell'attuale Place de la Concorde.

### La vedova Capeto (1793)

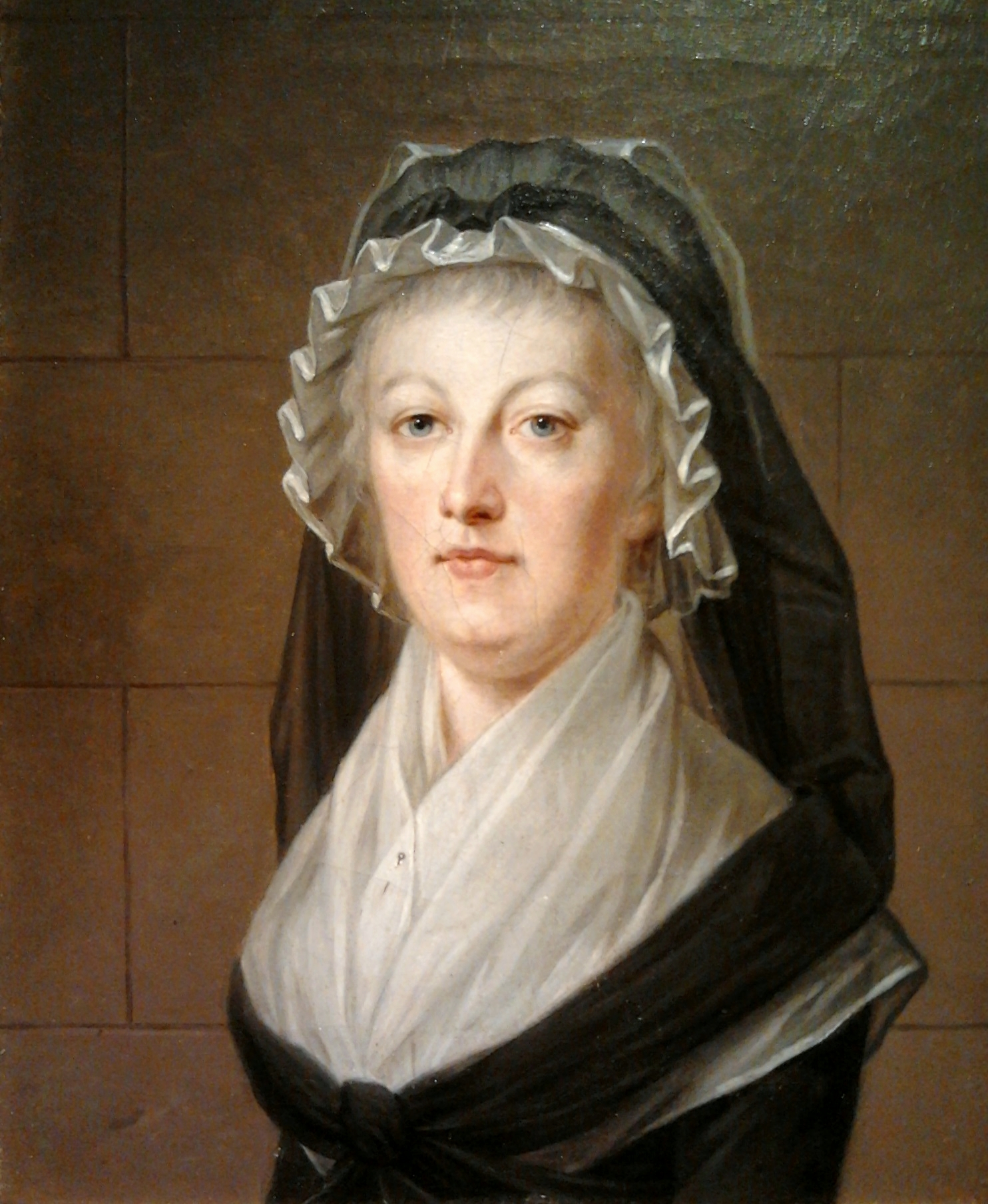
Alexandre Kucharsky, dipinto intitolato Maria Antonietta alla prigione del Tempio (1800), basato in realtà sul pastello di Sophie Prieur che ritrae la regina alla Conciergerie (1793)

Dopo la morte del re, la vedova Capeto, come veniva adesso chiamata Maria Antonietta, visse per alcuni mesi in isolamento al Tempio, assieme alla figlia Maria Teresa, alla cognata Elisabetta, e al delfino, che dopo la morte del padre era divenuto per i legittimisti e le monarchie straniere Luigi XVII, re di Francia e di Navarra. In questo periodo un generale monarchico, il generale de Jarjayes, riuscì a entrare nel Tempio e a proporre un piano di fuga alla regina, ma Maria Antonietta non voleva lasciare i suoi figli e rifiutò di scappare. Luigi Carlo fu separato dalla famiglia il 3 luglio, su ordine della Convenzione. Maria Antonietta si oppose strenuamente ai municipali e cedette solo quando minacciarono di usare la violenza, come riportò in seguito la figlia. L'educazione di Luigi Carlo fu affidata ad Antoine Simon, un ciabattino analfabeta. Il compito dell'uomo fu quello di plagiare il bambino, in modo da metterlo contro la madre e utilizzarlo come arma al processo di Maria Antonietta. Il 6 ottobre Luigi Carlo firmò una dichiarazione in cui accusava la madre di averlo iniziato a pratiche masturbatorie e incestuose.
Maria Antonietta fu trasferita nella prigione della Conciergerie il 2 agosto 1793. L'ex-regina, molto malata e sofferente a causa di gravi emorragie, forse dovute a un fibroma uterino, trovava conforto nella lettura e nelle cure di Rosalie Lamorlière, la cameriera del carceriere, che si occupò di lei. Durante la prigionia alla Conciergerie fu organizzato un nuovo piano di fuga dal cavaliere de Rougeville, ma anche questo si rivelò fallimentare. Alla Convenzione si accumulavano petizioni che chiedevano l'esecuzione capitale dell'ex-regina e, il 5 ottobre, venne pronunciato un discorso contro di lei da parte del deputato Jacques Nicolas Billaud-Varenne: venne detto che era «la vergogna dell'umanità e del suo sesso». In uno degli interrogatori preliminari venne fatta una chiara allusione al suo capo d'accusa: l'alto tradimento. Le venne chiesto se avesse insegnato lei "l'arte del dissimulare" al consorte, con la quale il re aveva ingannato il popolo di Francia. Maria Antonietta rispose: «Sì, il popolo è stato ingannato, è stato crudelmente ingannato, ma non da mio marito o da me». L'ex-regina continuava a credere nei precetti della monarchia assoluta, voluta da Dio, e, secondo questa logica, chiunque osasse ribellarsi a essa era da considerarsi un criminale da mettere a morte. La logica monarchica e quella della rivoluzione erano assolutamente inconciliabili.

#### Processo e morte

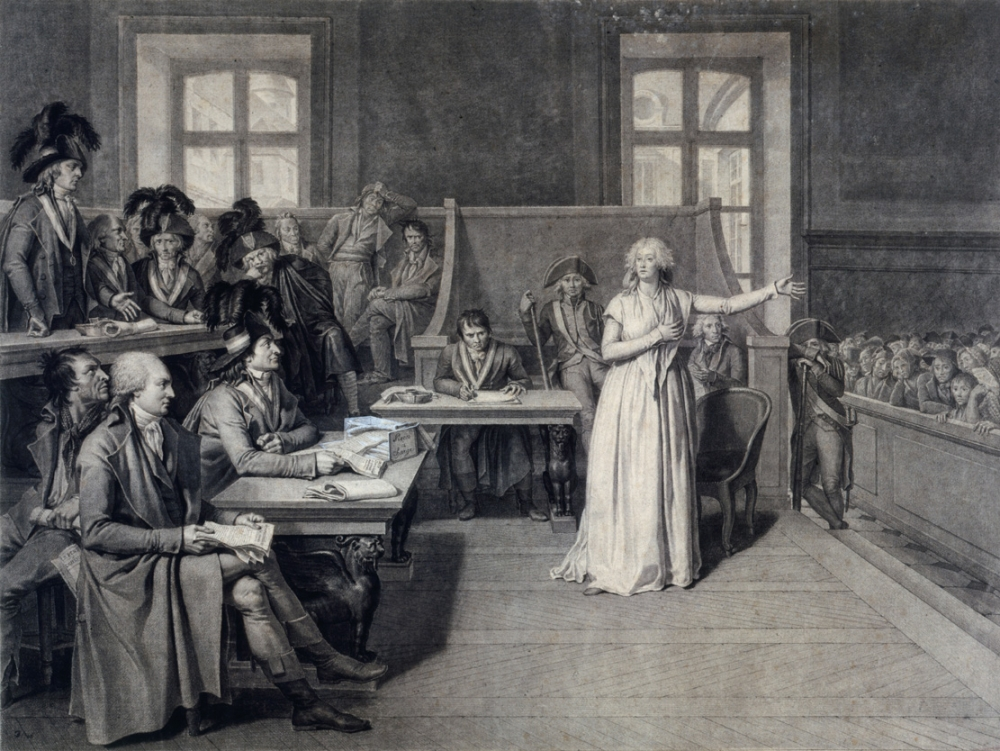
Il processo di Maria Antonietta. Tra i personaggi si vedono Hébert, l'accusatore Fouquier-Tinville e l'avvocato Claude François Chauveau-Lagarde.

Il 14 ottobre, portata davanti al Tribunale rivoluzionario, venne paragonata alle malvagie regine dell'antichità e del Medioevo, quali Messalina, Brunechilde, Fredegonda e Caterina e Maria de' Medici. l'accusa la volle presentare come la responsabile di tutti i mali della Francia, sin dal suo arrivo nel paese. Le vennero mosse fondamentalmente tre accuse: «esaurimento del tesoro nazionale», «intrattenimento di rapporti e corrispondenza segreti» con il nemico (l'Austria e i filomonarchici) e «cospirazioni contro la sicurezza nazionale ed estera dello Stato». Era evidente che la donna veniva processata per alto tradimento.

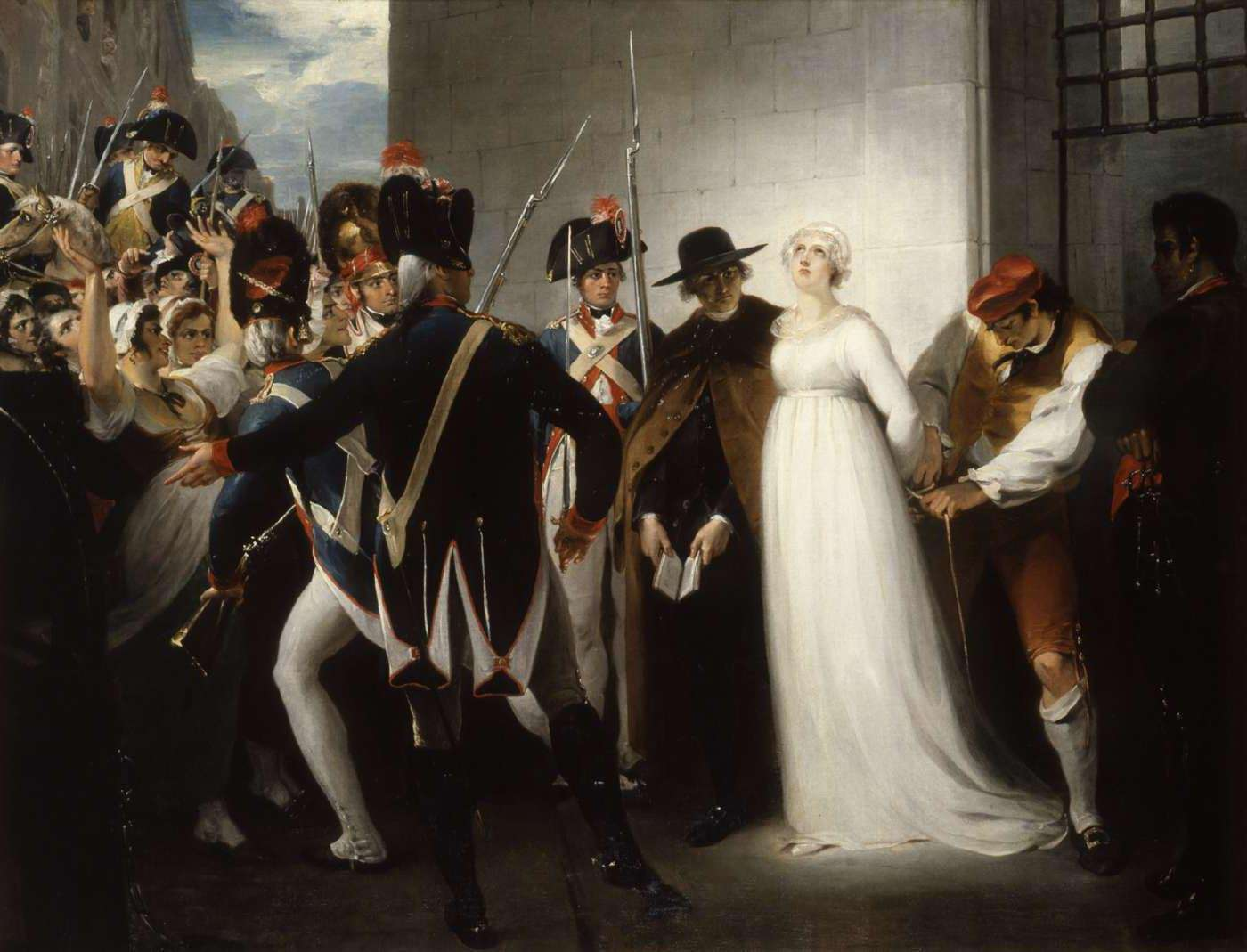
Maria Antonietta condotta alla ghigliottina, dipinto di William Hamilton (Museo della Rivoluzione francese).

I testimoni erano quarantuno ed erano stati tutti prodotti dall'accusa perché denigrassero Maria Antonietta, che venne accusata di complotti d'assassinio, falsificazioni di assegnati, proditoria rivelazione di segreti ai nemici francesi. La regina si difese con vigore e non venne mai sorpresa a mentire o contraddirsi. Il deputato Jacques-René Hébert presentò alla corte un'accusa di incesto contro Maria Antonietta, che le sarebbe stata intentata da suo figlio, che aveva allora appena otto anni. La regina rimase impassibile, sino a quando non le fu nuovamente domandato di rispondere.

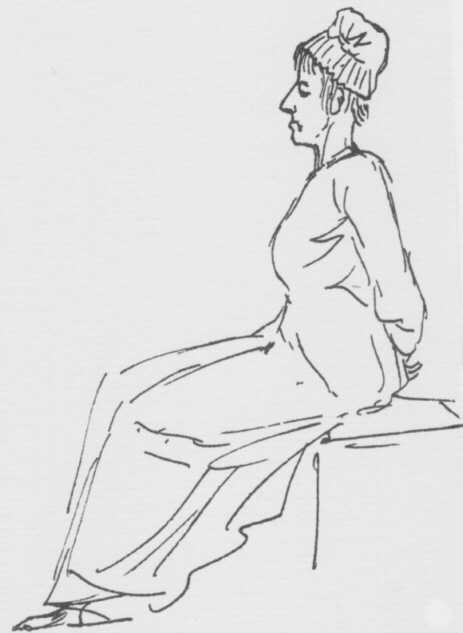
Maria Antonietta condotta al patibolo. Schizzo di Jacques-Louis David.

Visibilmente agitata, alzandosi in piedi, esclamò: «Se non ho risposto, è perché la Natura stessa si rifiuta di rispondere a una simile accusa lanciata contro una madre! Mi appello a tutte le madri che sono presenti!». La regina ebbe l'appoggio delle popolane presenti in sala e il processo si fermò per dieci minuti. Quando Maximilien de Robespierre seppe di questo episodio, maledisse Hébert per aver concesso alla regina il suo "ultimo trionfo pubblico".
Alla fine del processo l'ex-regina sperava di essere estradata nella sua natia Austria, ma la successiva lettura di sentenza di morte infranse ogni sua speranza. Era sicura di non aver commesso i crimini dei quali era stata accusata, poiché aveva solo cercato di salvare la monarchia come l'aveva sempre concepita, ma ciò era considerato alto tradimento per la Repubblica francese. Tuttavia, il suo era chiaramente un processo farsa, visto che il verdetto era già stato deciso in precedenza e la giuria la condannò all'unanimità alla pena di morte. Maria Antonietta ascoltò la sentenza senza proferire parola. Nella cella le vennero date le cose necessarie per scrivere il proprio testamento, una lettera rivolta a Madame Elisabetta.

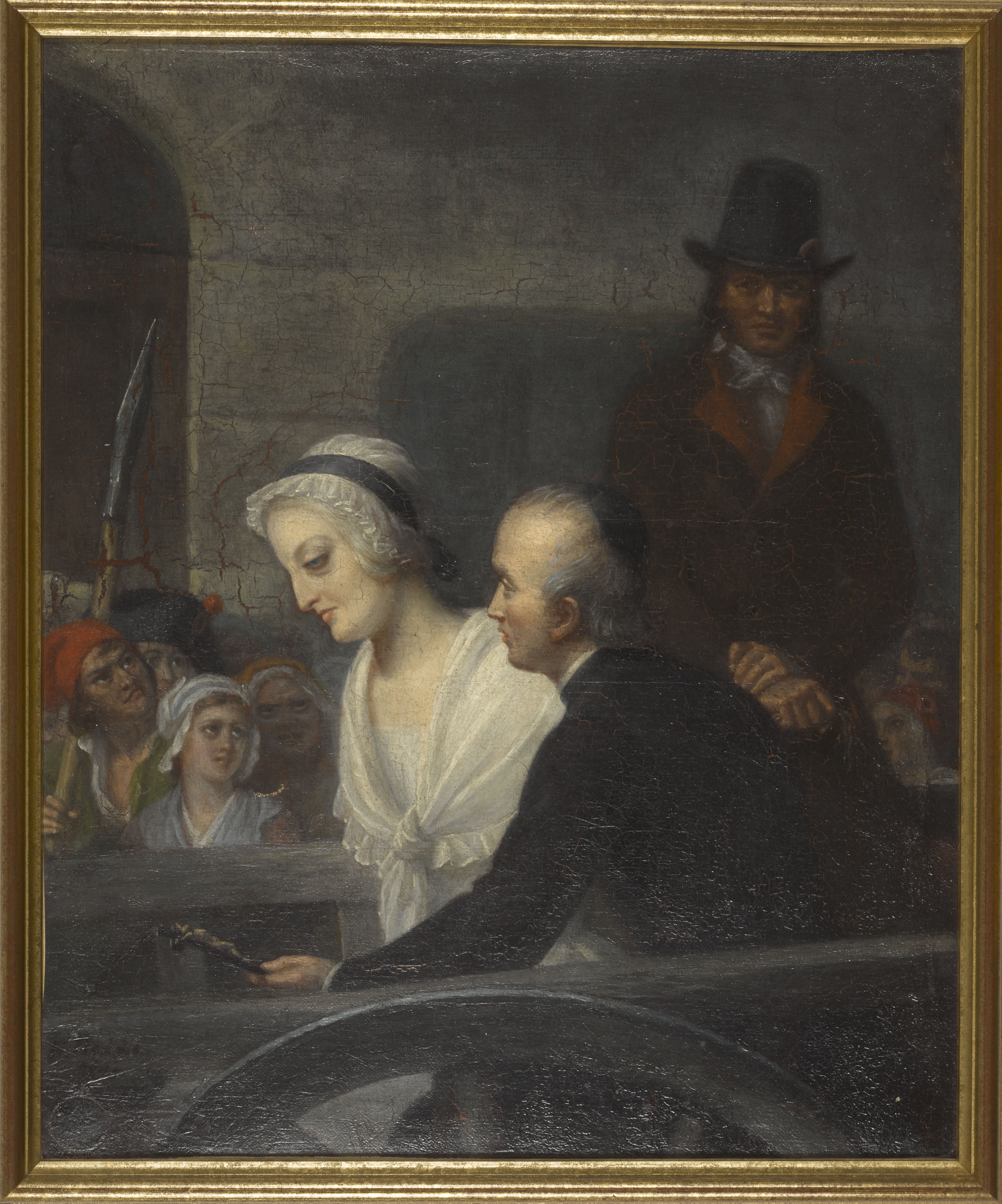
Henri Jean-Baptiste Victoire Fradelle, Maria Antonietta sulla via della ghigliottina

La mattina del 16 ottobre, Maria Antonietta, alla quale era stato vietato di vestirsi di nero, indossò un abito bianco: nessuno ricordava che, un tempo, il bianco era il colore del lutto per le regine di Francia. Successivamente Charles-Henri Sanson, il boia, dopo averle tagliato i capelli fino alla nuca, le legò le mani dietro la schiena. Accompagnata da un prete costituzionale che ignorò fino alla fine, l'ex-regina fu portata fuori dalla prigione e fatta salire sulla carretta dei condannati a morte. Seduta impettita, le mani legate dietro la schiena, i capelli tagliati rozzamente e uno sguardo immobile e iniettato di sangue: così Jacques-Louis David, a quei tempi giacobino e in seguito pittore di corte di Napoleone Bonaparte, ritrasse la regina in uno schizzo.
Arrivata in Place de la Révolution, salì rapidamente i gradini del patibolo. Si racconta che involontariamente pestò un piede del boia, al quale disse: «Pardon, Monsieur. Non l'ho fatto apposta». Alle 12:15 la lama le cadeva sul collo. Il boia prese la testa sanguinante e la mostrò al popolo parigino, che gridò «Viva la Repubblica!».

## La "regina martire"
(Napoleone a proposito della morte di Maria Antonietta.)

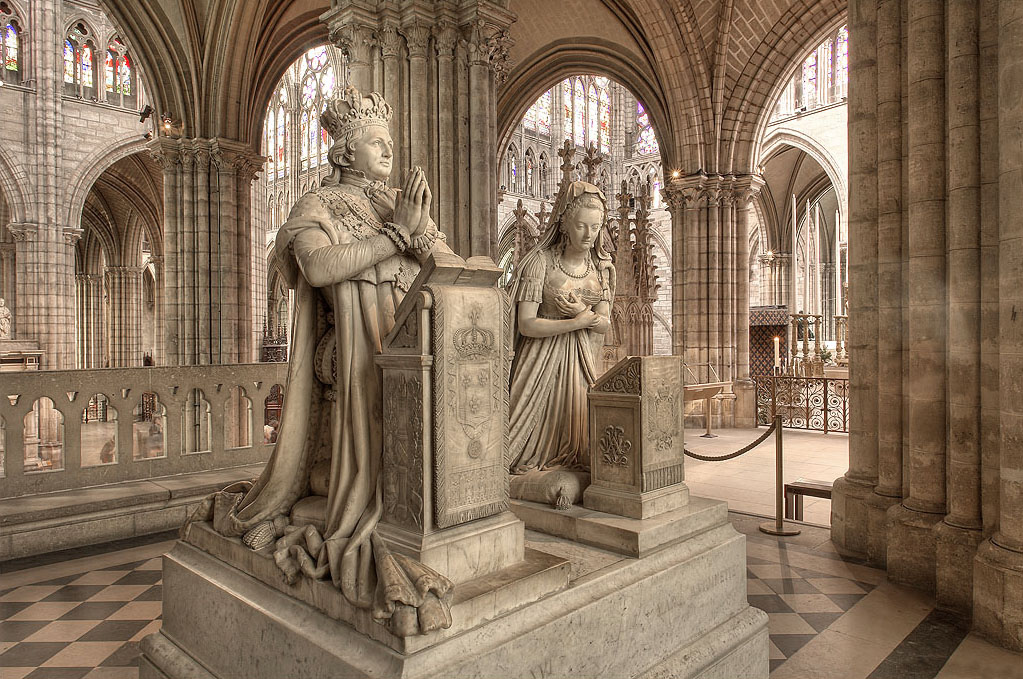
Monumento funebre a baldacchino in onore di Luigi XVI e Maria Antonietta, a Saint-Denis

Dopo l'esecuzione le spoglie di Maria Antonietta furono sepolte in una fossa comune del non più esistente Cimitero della Madeleine, in rue d'Anjou, accanto a Luigi XVI. I resti dei sovrani, come quelli di altri decapitati, furono cosparsi di calce viva e sepolti in due vicine fosse separate anziché in una fossa comune.
Quando la notizia della sua morte si sparse in Europa, tutte le corti presero il lutto. La regina di Sicilia e Napoli, Maria Carolina, soffrì in maniera particolare per la morte della preferita tra le sue sorelle: tentò anche di dimenticare il francese, benché quella lingua le fosse ormai troppo abituale. Luigi Carlo, divenuto Luigi XVII per le monarchie europee, il 19 gennaio 1794, tre mesi dopo la morte di sua madre, fu murato vivo nella sua prigione. Le sue condizioni di vita divennero disumane: la cella si imputridì e si riempì di topi e parassiti; il bambino si ammalò gravemente. Formalmente liberato quasi un anno dopo la caduta di Robespierre in seguito ad un accordo con i monarchici vandeani, Luigi Carlo, in quanto gravemente malato, restò in realtà nella Torre del Tempio, dove si spense l'8 giugno 1795, non senza che sorgessero diverse leggende su una possibile fuga tramite sostituzione di persona corrompendo le guardie e con la complicità di alcuni capi rivoluzionari come Paul Barras. 

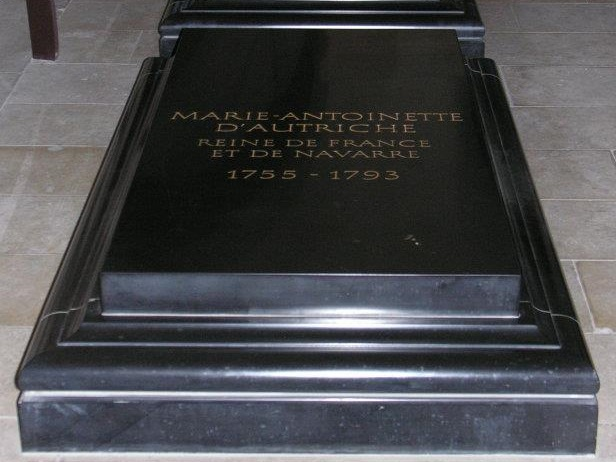
Tomba di Maria Antonietta

Maria Teresa, invece, fu liberata nel dicembre del 1795, all'età di diciassette anni, grazie a uno scambio di prigionieri avvenuto tra la Francia e l'Austria. Nel 1799, sposò il suo primo cugino, il duca d'Angoulême, ma non ebbe figli. La rivoluzione del 1830 costrinse nuovamente i Borboni all'esilio: la duchessa morì nel 1851 a Frohsdorf. Durante l'impero di Napoleone un'altra arciduchessa austriaca ricoprì il ruolo di consorte del sovrano: l'imperatrice Maria Luisa d'Asburgo-Lorena era, infatti, figlia di Francesco II d'Asburgo-Lorena, nipote di Maria Antonietta. Tuttavia, Maria Luisa non si sentì mai a casa nel paese che le aveva ucciso la prozia.

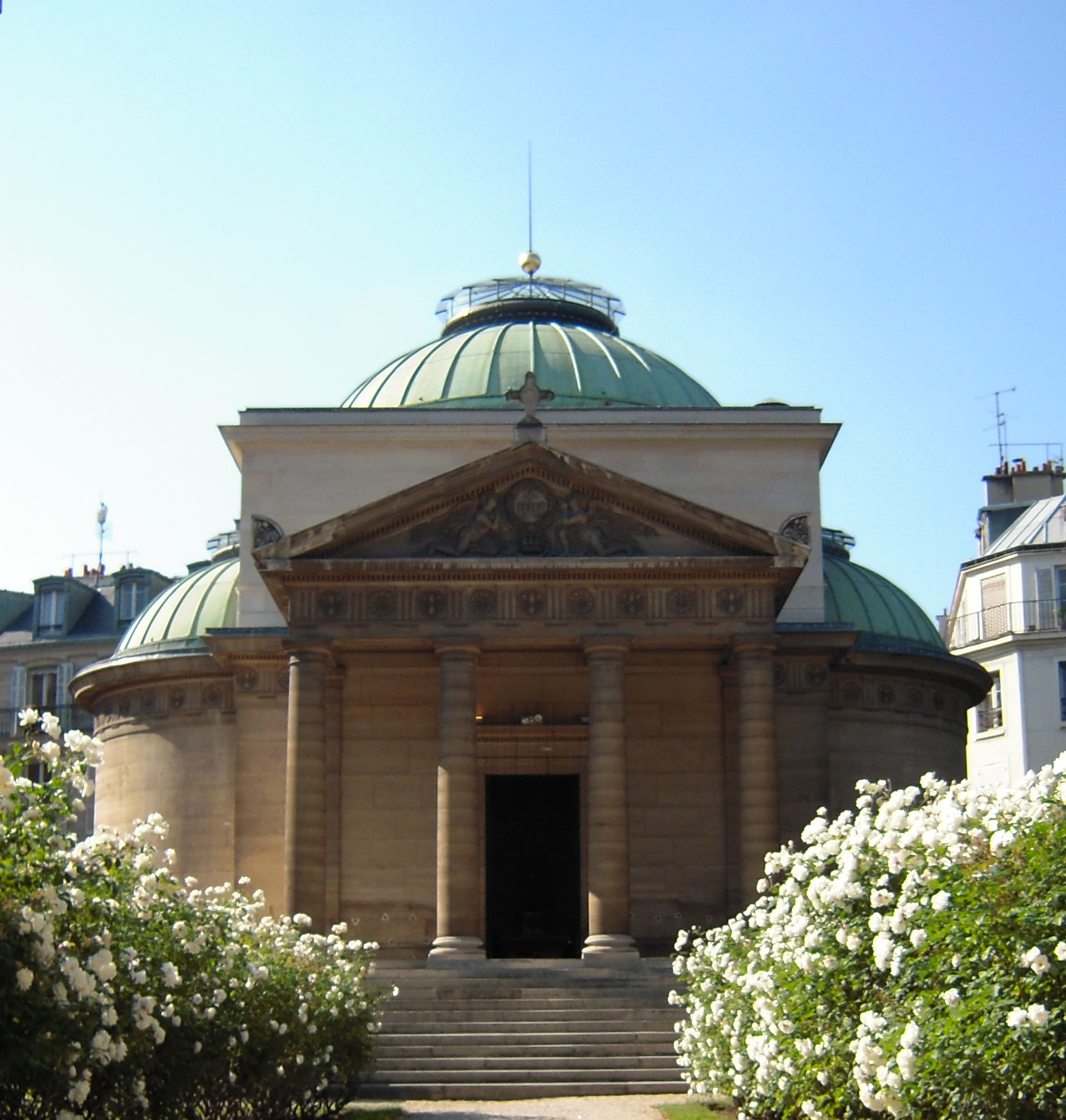
Cappella espiatoria di Parigi sul luogo della prima sepoltura di Maria Antonietta e Luigi XVI

Dopo l'intermezzo napoleonico il congresso di Vienna, nel 1814, rimise sul trono di Francia i Borboni e il conte di Provenza poté ascendere al trono come Luigi XVIII. Il nuovo re si adoperò affinché suo fratello maggiore e sua cognata avessero degna sepoltura. I loro corpi furono ritrovati grazie a Pierre-Louis-Olivier Desclozeaux, un anziano avvocato ed ex magistrato realista, che viveva in rue d'Anjou e ricordava dov'erano le sepolture. Egli aveva acquistato il terreno e recintato le sepolture del re e della regina con siepi, piantandovi anche due salici piangenti. Le spoglie della regina furono ritrovate il 18 gennaio 1815: il corpo era ridotto a un mucchietto di ossa, ma vi erano applicate le sue giarrettiere, in perfetto stato di conservazione; la testa, invece, era quasi intatta, cosa che provocò grande sgomento nel poeta Chateaubriand (presente al ritrovamento), il quale svenne, a seguito del ricordo del "sorriso incantevole" rivolto a lui per la prima volta a Versailles dalla regina. Le spoglie del re furono ritrovate il giorno dopo.

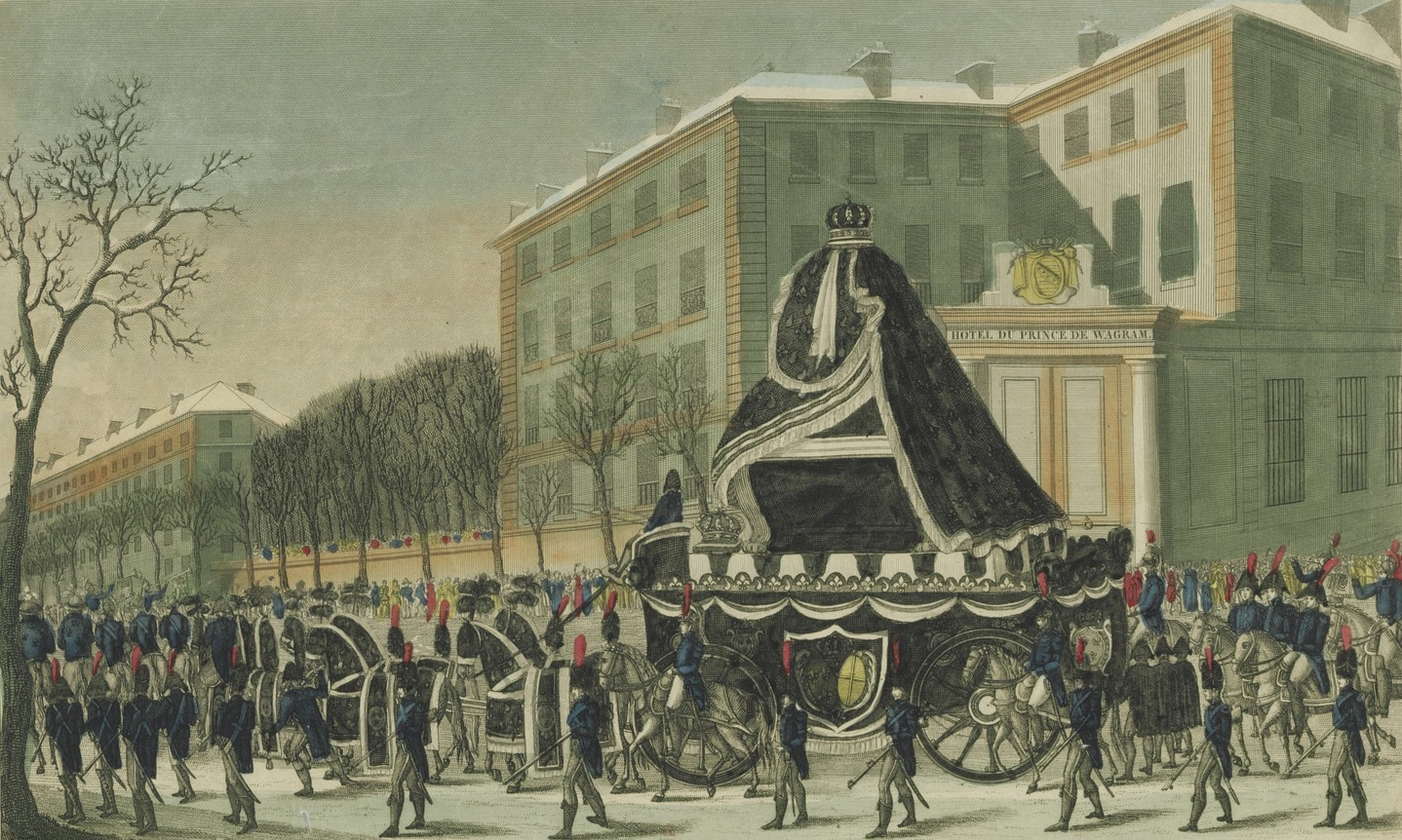
Funerali solenni di Luigi XVI e Maria Antonietta (21 gennaio 1815)

Il 21 gennaio 1815, giorno in cui cadeva il ventiduesimo anniversario dalla morte del re, avvenne una solenne processione sino all'abbazia di Saint-Denis, dove Luigi XVI e Maria Antonietta furono inumati nella necropoli reale; su parte del cimitero della Madeleine Luigi XVIII fece costruire una cappella espiatoria, accanto alla Chiesa della Madeleine. In Francia si sviluppò quindi il culto della "regina martire", per espiare la colpa del regicidio, e la vita di Maria Antonietta venne idealizzata. Sia Luigi XVI, e di riflesso, seppur non ufficialmente, Maria Antonietta, che la cognata della regina, Madame Elisabeth, furono, da papa Pio VI, paragonati ai martiri in due allocuzioni.

Questo processo di romanticizzazione della figura di Maria Antonietta era iniziato già nel 1790, quando, prevedendone la tragica fine che avverrà tre anni dopo, lo scrittore e politico britannico-irlandese Edmund Burke aveva commentato sdegnato l'irruzione della plebe negli appartamenti della regina e gli oltraggi verbali perpetrati contro di lei, ricordando quando l'aveva incontrata e facendone il simbolo ideale della fine dell'età della cavalleria medievale da lui rimpianta:
(Edmund Burke, Riflessioni sulla Rivoluzione in Francia)

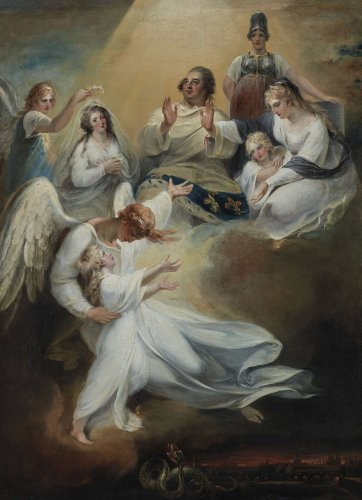
Dipinto celebrativo di William Hamilton, L'apoteosi di Luigi XVI, che mostra il re, la regina (a sinistra con la "corona del martirio") e la famiglia reale ascesi in Paradiso. Luigi XVI siede al centro in atteggiamento di preghiera, Maria Antonietta è in ginocchio a sinistra mentre un angelo le pone la corona sul capo; Madame Elisabeth tiene in braccio Luigi XVII, mentre un angelo consola la superstite Maria Teresa. In alto a destra, Minerva, dea romana della giustizia e della sapienza, sorveglia la scena.

La storia di Maria Antonietta attirò a sé anche altre teste coronate. L'imperatrice Eugenia, moglie di Napoleone III, diede il via a una moda ispirata a quella di Maria Antonietta e si adoperò per ritrovare gli oggetti personali della regina per la "grande esposizione" dell'autunno del 1867. Ludwig II di Baviera sviluppò il culto di Maria Antonietta: a Linderhof fece erigere una statua della regina e, quando ci passava davanti, le faceva la riverenza e le accarezzava le guance. Alessandra Fëdorovna, l'ultima zarina di Russia (che avrebbe condiviso una sorte simile), teneva un ritratto di Maria Antonietta sulla sua scrivania al Palazzo d'Inverno. Nel Palazzo di Alessandro, a Tsarskoe Selo, accanto al suo ritratto, aveva fatto porre un arazzo di Maria Antonietta e ciò era visto come di cattivo auspicio. Nel 1896, durante una visita ufficiale in Francia, la zarina aveva dormito nella stanza di Maria Antonietta, a Versailles, e ne era stata felice, mentre il suo seguito trovava anche quel gesto di cattivo augurio. Lo scrittore e poeta Léon Bloy portò all'estremo il culto di Maria Antonietta, nel suo saggio La cavaliera della morte (1891), in cui la regina non venne definita "santa", perché ciò avrebbe annullato i suoi tormenti terreni. Bloy, immedesimandosi nell'avvocato difensore di Maria Antonietta, le chiedeva il suo perdono, a nome della Francia. In seguito, anche lo scrittore austriaco Stefan Zweig celebrò la regina nella sua biografia intitolata Maria Antonietta - Una vita involontariamente eroica (1932).
Negli ultimi due secoli la Francia ha ricordato più volte Maria Antonietta. Nel 1955, in occasione del bicentenario dalla nascita, fu organizzata un'imponente mostra a Versailles. Nel 2008 si è tenuta un'altra grande esposizione di opere e reperti al Grand Palais.

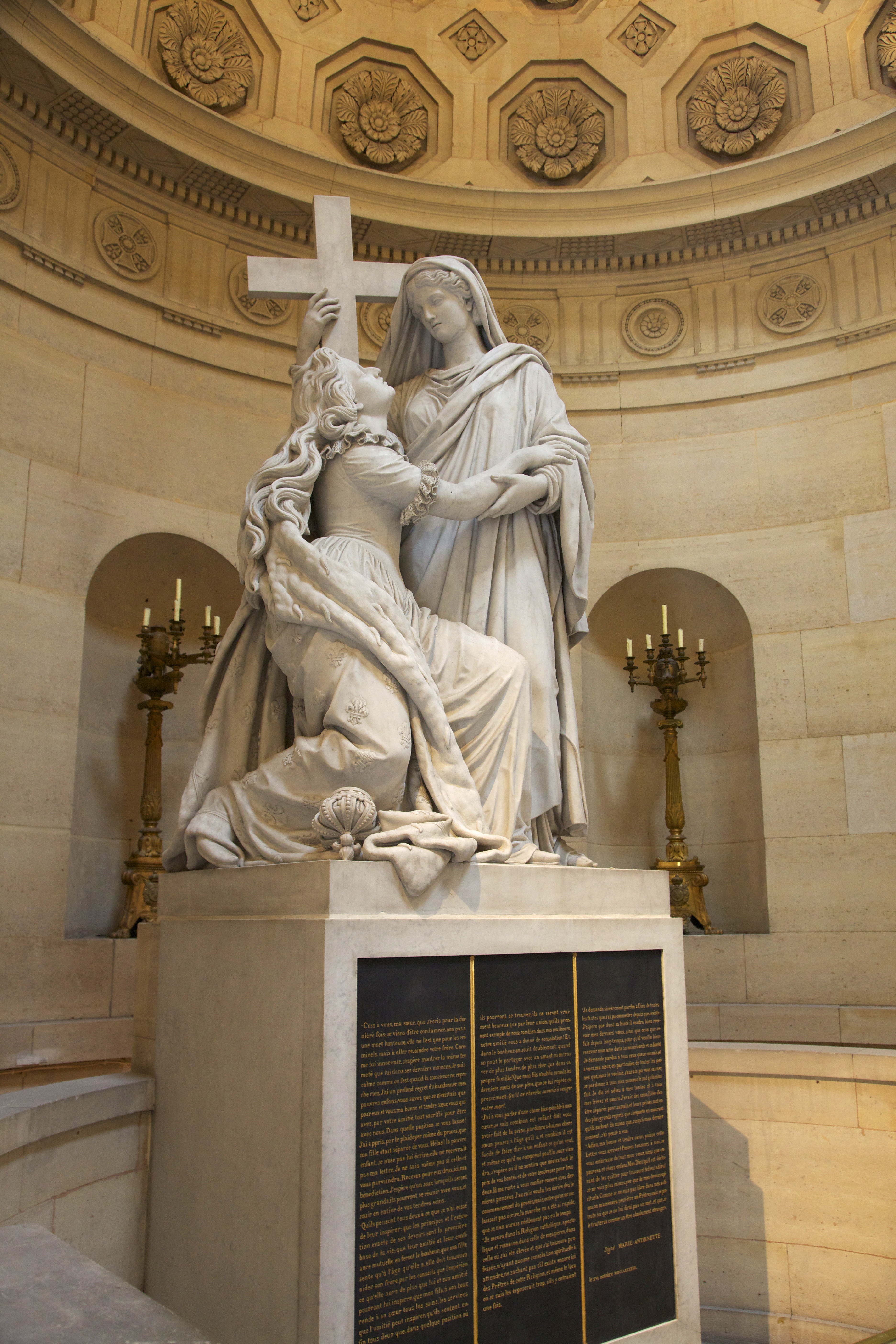
Statua di Maria Antonietta sostenuta dalla Religione (con le fattezze di Madame Élisabeth), Cappella Espiatoria

Oggigiorno Maria Antonietta è anche considerata un'icona gay e, benché si sia ipotizzato che il suo legame con la Polignac e la Lamballe fosse sentimentale e non sessuale, quest'omaggio del mondo LGBT, secondo la storica Antonia Fraser, compensa gli insulti volgari dei suoi contemporanei. Protagonista di studi saggistici, film, fumetti e cartoni animati, Maria Antonietta da un lato è amata per la sua vita tragica e romantica, dall'altro continua ad avere i suoi detrattori.
Il 17 luglio 2008, a quasi duecentoquindici anni di distanza dalla morte, il ministro degli Esteri francese Bernard Kouchner, a nome della Francia, si è ufficialmente scusato con l'Austria per l'esecuzione di Maria Antonietta. A differenza di quanto avvenuto con i Romanov, riabilitati ufficialmente dalla Corte suprema russa e canonizzati dalla Chiesa ortodossa, Maria Antonietta e Luigi XVI non sono mai stati simbolicamente "assolti" dall'accusa di tradimento da parte dei tribunali francesi moderni, sebbene le condanne furono implicitamente annullate già con la restaurazione di Luigi XVIII, che punì con l'esilio (legge contro i regicidi del 1816, sollecitata dagli ultrarealisti del conte d'Artois, il futuro Carlo X) i membri della Convenzione ancora vivi, molti divenuti importanti sotto Napoleone, tra quelli che votarono la decapitazione del sovrano (tra essi Jacques-Louis David, Emmanuel Joseph Sieyès e Joseph Fouché, quest'ultimo inizialmente ministro anche sotto Luigi XVIII).

## Lo "stile Maria Antonietta"

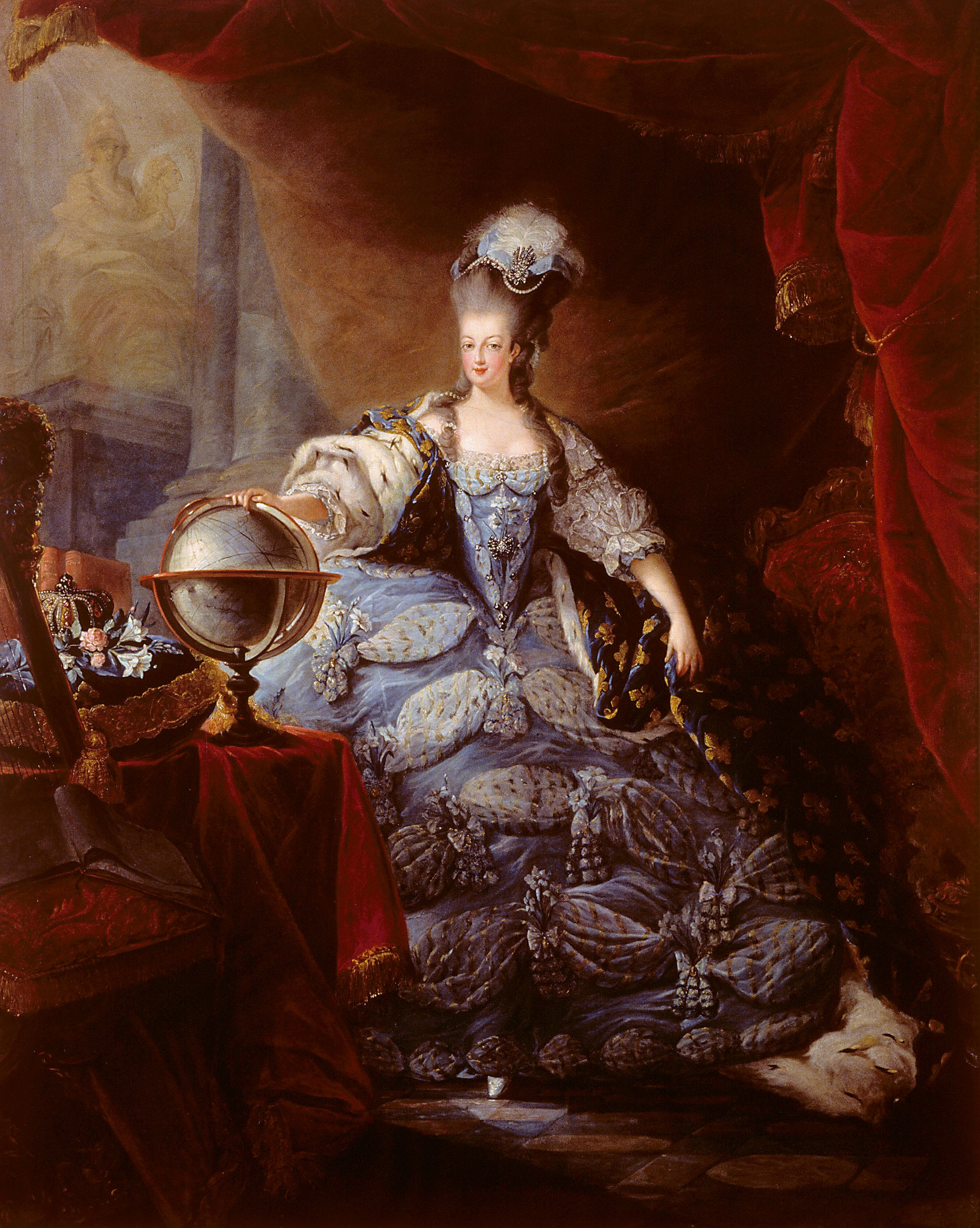
La regina abbigliata in stile rococò, con una pettinatura piramidale e grand habit de cour (1775)

Maria Antonietta ebbe un ruolo molto importante, al suo tempo, come icona di bellezza, stile e moda. Ammirata dai suoi contemporanei, fu considerata una delle donne più affascinanti del XVIII secolo. Horace Walpole, in un'occasione, scrisse: «Non si hanno occhi che per la regina. Le Ebe e le Flora, le Elene e le Grazie non sono che donne di strada in suo confronto. Che segga o che stia in piedi, è la statua della bellezza. Quando si muove è la personificazione della grazia».

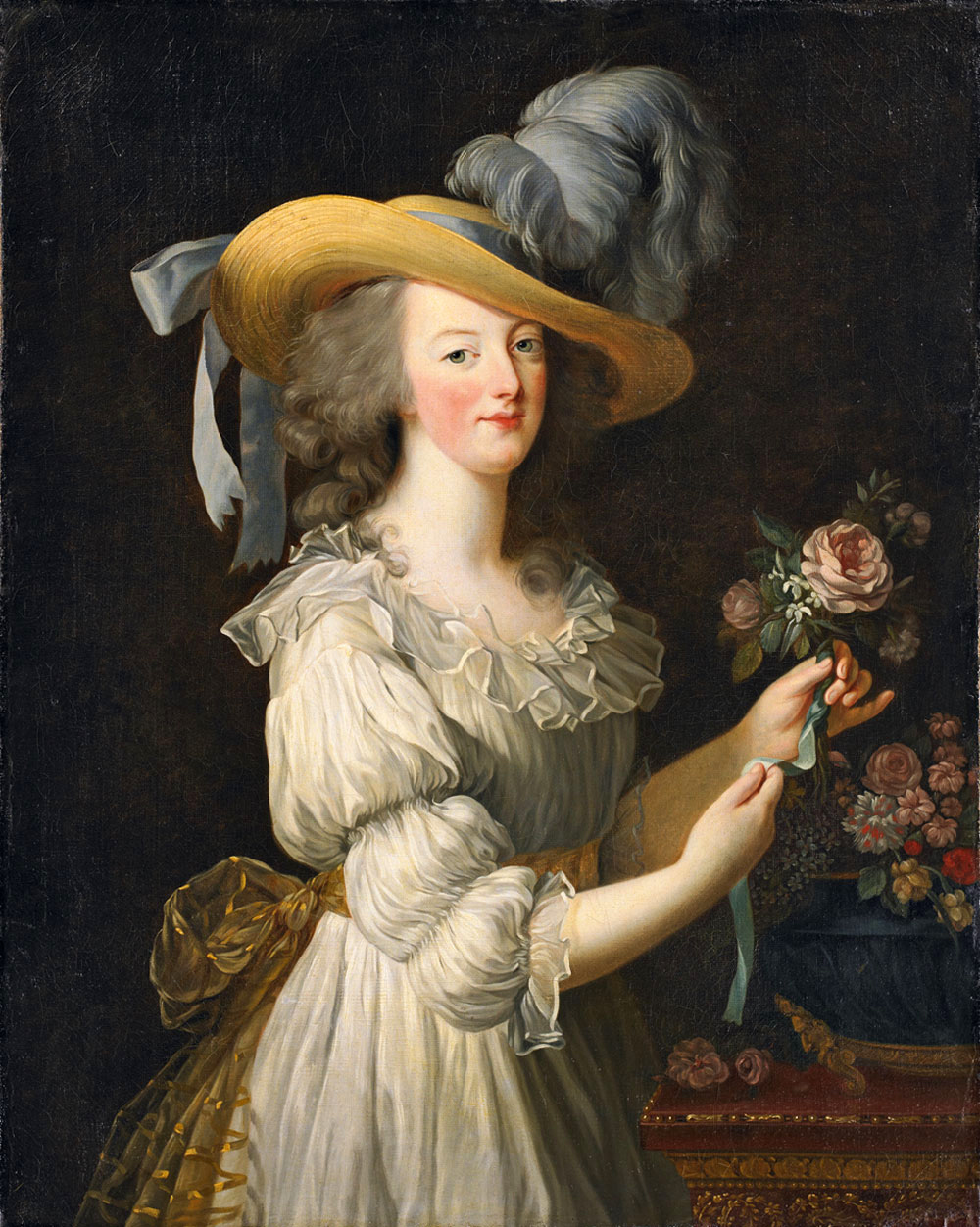
Maria Antonietta in abito di mussola bianca e cappello di paglia. Il ritratto, esposto al Salon del 1783, fu aspramente criticato per l'abbigliamento poco consono a una regina, raffigurata in «camicia da notte». Fu presto sostituito dal poi celebre ritratto di Maria Antonietta con la rosa. In seguito la cosiddetta chemise "alla regina" divenne una moda. Dipinto di Élisabeth Vigée Le Brun (1783).

Il suo gusto per gli abiti e le acconciature faceva eco nell'intera Europa e, quando Maria Antonietta seguiva una nuova moda, tutte le altre dame la imitavano. La regina di Francia, che inizialmente si adeguò allo stile rococò della sua epoca, sviluppò in seguito un amore per l'eleganza e la semplicità. Il suo stile personale è definito Moyenne, a metà tra il rococò teresiano e il Neoclassicismo francese.
Tra il 1774 e il 1778 Maria Antonietta predilesse un gusto tipicamente rococò. Gli abiti di corte erano sontuosi ed estremamente ampi, ricchi di passamaneria, nastri e fronzoli, mentre quelli quotidiani erano più ridotti nelle dimensioni, ma non meno fantasiosi nelle forme (robe à la polonaise e derivati). Le acconciature erano alte, turrite e smisurate in altezza, coronate da boccoli e trecce pendenti, piume, fiocchi, fiori, broches di diamanti e perle. Dopo la nascita della prima figlia, Maria Antonietta cominciò ad adottare uno stile più semplice: i capelli venivano cotonati e gonfiati lateralmente, mentre il vestiario privato si ridusse alla cosiddetta chemise à la reine, un abito di mussola bianca di taglio neoclassico che si rifaceva allo stile agreste adottato dalle nobildonne inglesi dell'epoca. Per le occasioni più formali, prese invece il sopravvento la cosiddetta robe à l'anglaise.
In ambito architettonico Maria Antonietta non amava lo stile ricco e pomposo della reggia di Versailles, come quello con cui è realizzata la sua camera da letto. Al Petit Trianon, sua proprietà personale, manifestò la sua predilezione per il Neoclassicismo: le forme sono semplici, prevalgono i motivi floreali, il bianco e i colori pastello. Di gusto tipicamente classico è il "Tempietto dell'amore", una replica di un tempio pagano a dodici colonne corinzie, al cui centro è posta una statua di Eros. Alle serre di Luigi XV, Maria Antonietta fece sostituire l'attuale giardino all'inglese, un'artefatta natura selvatica che meglio si adeguava al ritorno alla condizione naturale dell'uomo, una tematica in voga alla sua epoca. Reminiscenze del gusto rococò, ma già intrise di spirito romantico, sopravvivono nello Hameau, un finto villaggetto rurale. Il castello del Petit Trianon è arredato in stile Luigi XVI. Anche i mobili della regina, non solo gli effetti personali, divennero oggetto di collezionismo dal XIX secolo in poi; l'anglista e studioso del romanticismo Mario Praz scrisse che "l'aver un certo mobile arredato un tempo le stanze di Maria Antonietta può dare un brivido anche a un'anima delicata, oltre che scuotere la grossolana fibra d'un parvenu".

## Il rapporto con Luigi XVI

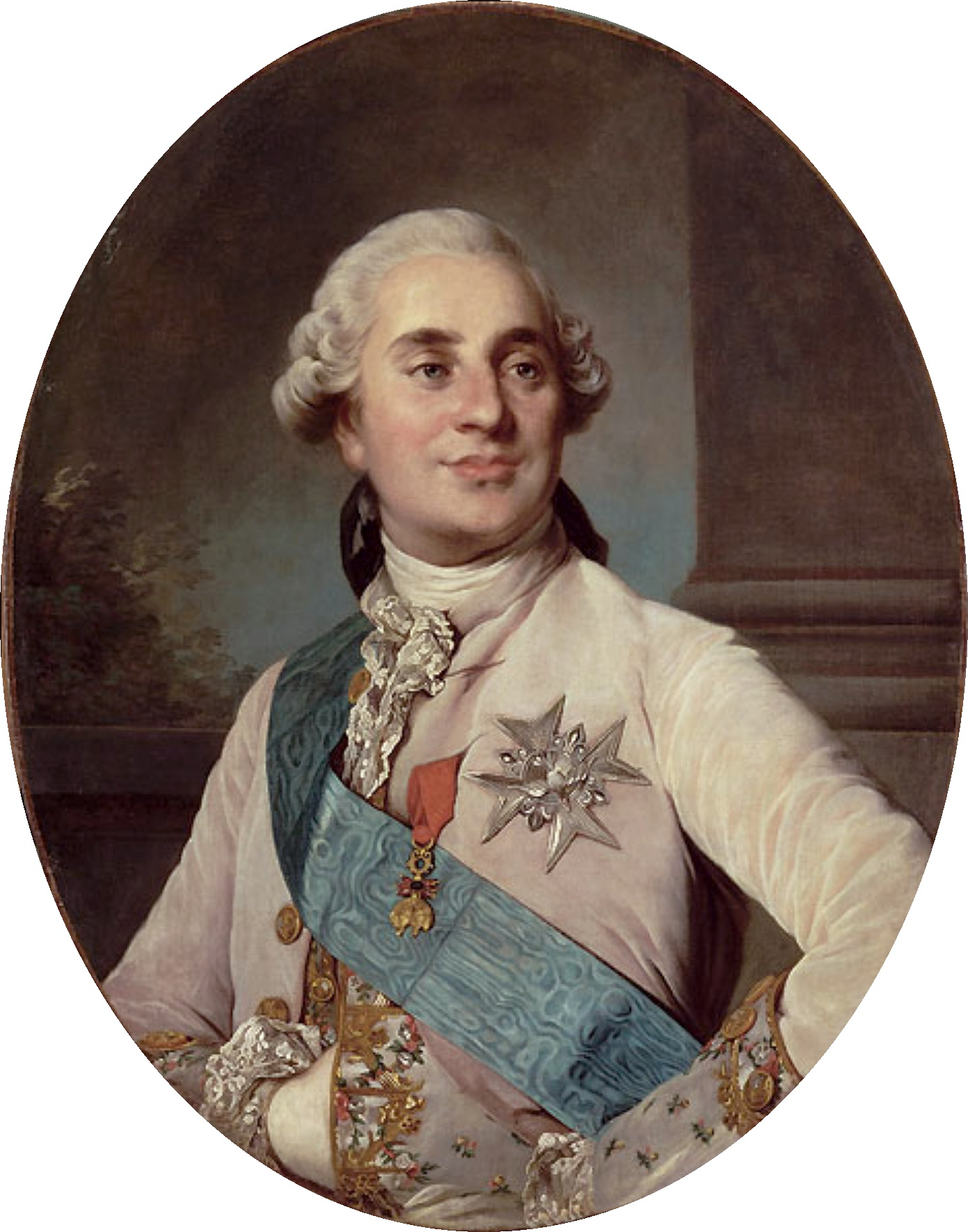
Luigi XVI a vent'anni

Il matrimonio tra Luigi XVI e Maria Antonietta fu relativamente tranquillo e accomodante, nonostante i due fossero estremamente diversi, sia per temperamento fisico sia per interessi. Infatti, non era possibile che scaturissero tensioni, poiché il re e la regina evitavano ogni attrito tra di loro, il primo per apatia, la seconda per noncuranza. L'unico pesante ostacolo alla felicità coniugale dei sovrani di Francia fu rappresentato dalla mancata consumazione delle nozze nei primi sette anni di matrimonio. Ciò che rendeva questa situazione ancora più insopportabile per la giovane coppia era il fatto che, in quanto sovrani, la loro vita era sotto gli occhi di tutta la corte di Versailles, che da dietro le quinte malignava sui loro insuccessi.
L'umiliazione, derivante da questa peculiare circostanza, lasciò una macchia indelebile sulla loro relazione coniugale. Dal momento che non poteva soddisfare fisicamente la moglie né metterla nella circostanza di procreare un erede maschio per la Francia, Luigi XVI permise che la regina si desse a divertimenti costosi e sciocchi, per sopperire alle sofferenze del matrimonio e per dimenticare mortificazione e solitudine. Maria Antonietta, tranne che nelle questioni politiche, riusciva a ottenere dal re tutto quello che desiderava, nonostante questi non approvasse i suoi comportamenti, le sue considerevoli spese né apprezzasse le persone di cui si era circondata. Tuttavia, il re cedeva sempre dinanzi alle richieste di Maria Antonietta, come per scusarsi delle proprie colpe, che segretamente facevano soffrire entrambi.

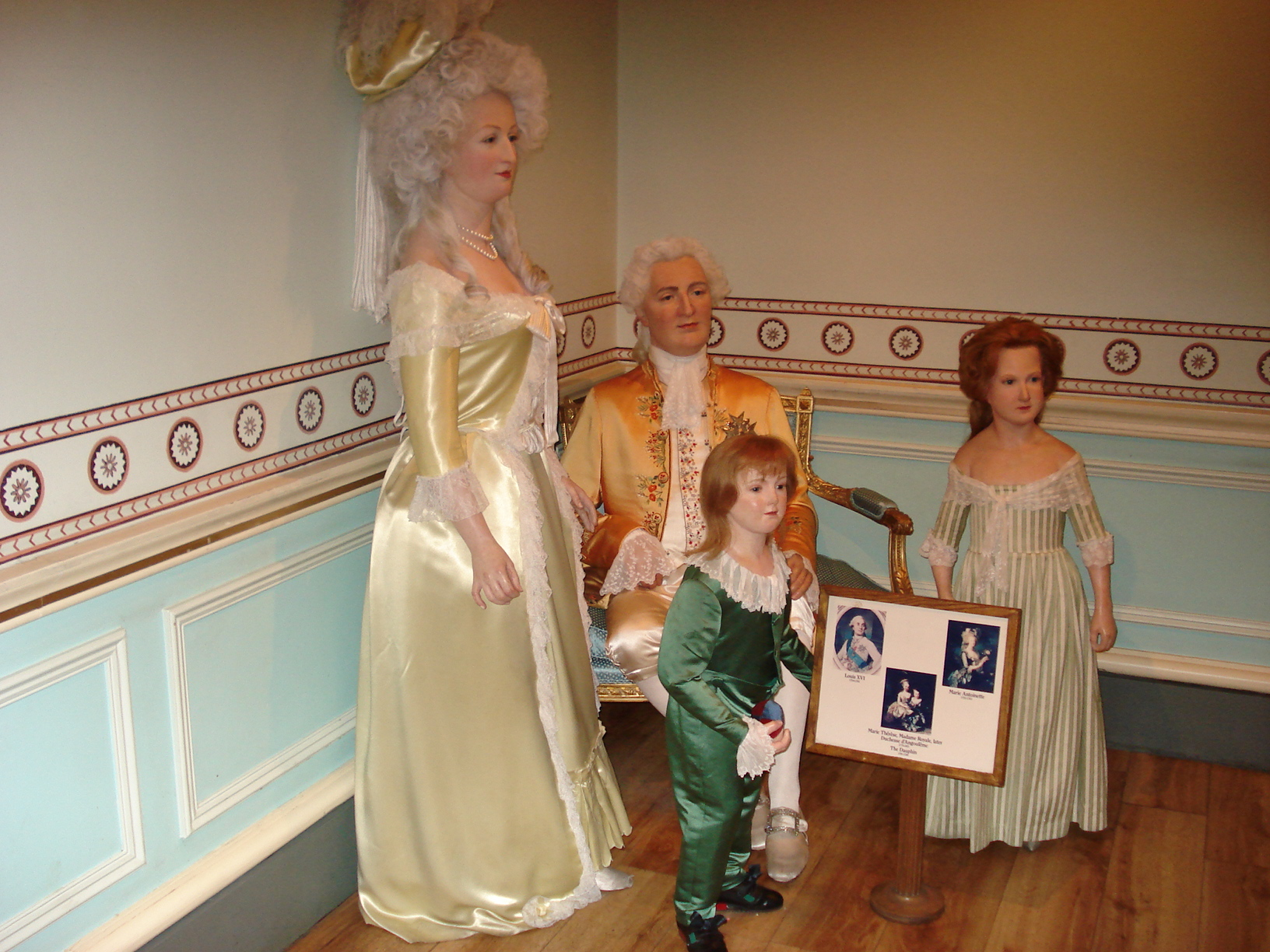
Ricostruzione dell'aspetto dei membri della famiglia reale durante la rivoluzione al Museo delle cere Madame Tussauds di Londra: Luigi XVI, Maria Antonietta, Luigi Carlo e Maria Teresa Carlotta

L'arrendevolezza di Luigi XVI nei confronti della moglie faceva sì che ella si sentisse superiore al re. Tuttavia, da un punto di vista prettamente politico, Maria Antonietta non riuscì ad avere particolare presa sul consorte, nonostante sia l'imperatrice Maria Teresa sia l'ambasciatore Mercy l'avessero spesso esortata ad acquistarsi le simpatie di Luigi XVI, al fine di influenzare la sua politica estera in favore della Casa d'Austria. Pertanto, Maria Antonietta si sentiva autorizzata dall'alto a pensare di essere superiore al re, un uomo che non amava e che l'aveva per anni umiliata come donna, respingendola sentimentalmente e fisicamente. In un'occasione, poco dopo l'incoronazione di Luigi XVI, nel 1775, Maria Antonietta si azzardò, con grande scandalo della madre, a definire il marito «quel pover'uomo».

## La relazione con il conte Fersen

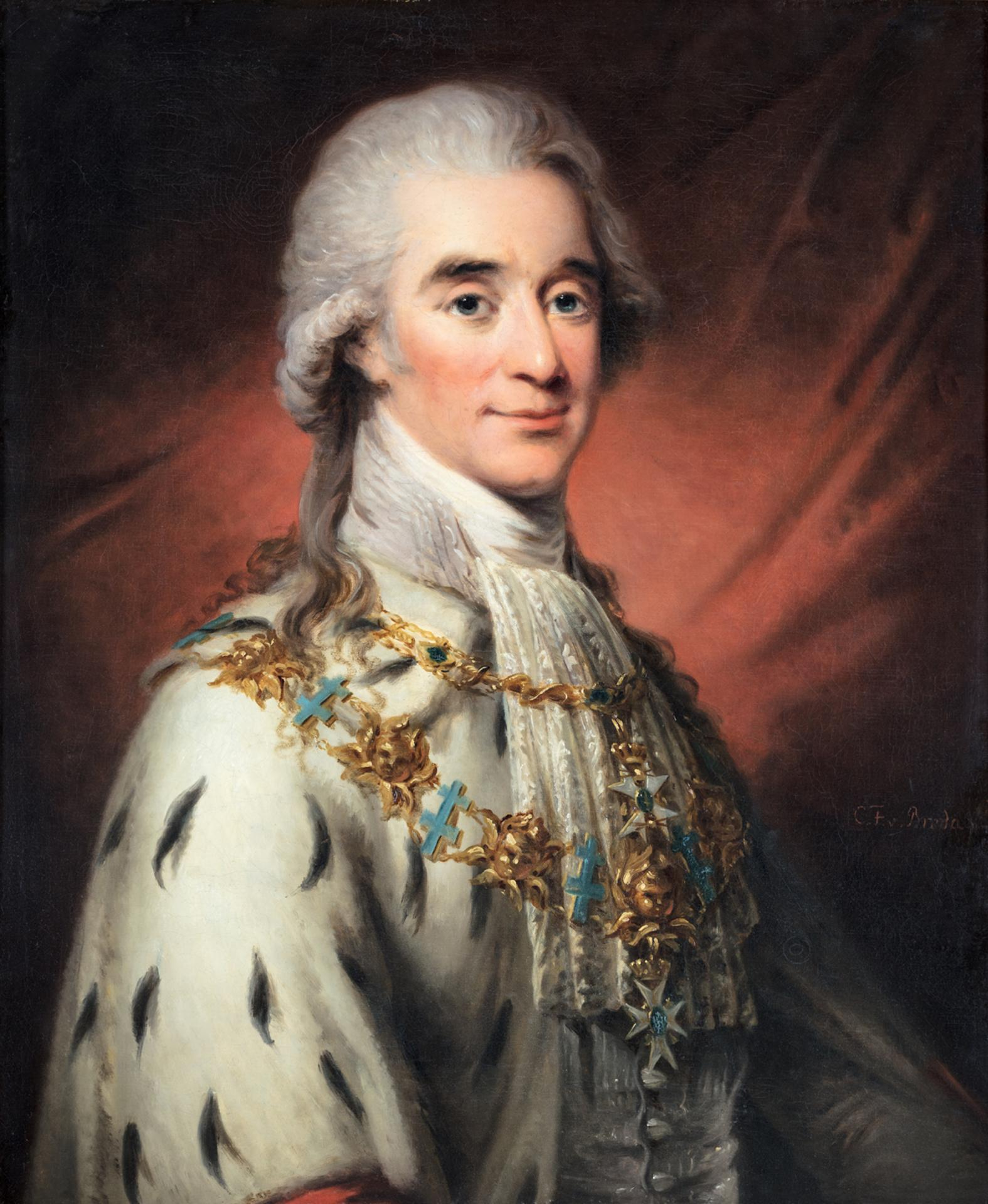
Hans Axel von Fersen nel 1800

Alla regina Maria Antonietta i libelli attribuirono innumerevoli amanti, sia uomini sia donne. L'unica relazione plausibile, platonica o fisica che fosse, fu quella con il conte svedese Hans Axel von Fersen, che non comparve nei famosi pamphlets scandalistici. Fersen, secondo figlio di un importante diplomatico svedese, aveva diciotto anni quando conobbe a un ballo in maschera la delfina Maria Antonietta, sua coetanea. Da allora il conte Fersen tornò regolarmente a Versailles, dove fu ricevuto con particolare cortesia, ma nel suo diario non citò altre conversazioni con Maria Antonietta, impegnata con l'allestimento dell'Ifigenia in Aulide di Gluck. Il 12 maggio 1774, due giorni dopo la morte di Luigi XV, Fersen partì per l'Inghilterra, interessato a contrarre matrimonio con un'ereditiera. Sfumato questo possibile matrimonio, Fersen decise, nel 1778, di dedicarsi alla vita militare e, dal momento che suo padre era stato a servizio sotto Luigi XV, il conte tentò la fortuna con Luigi XVI.
Il 25 agosto 1778 Maria Antonietta, tra la folla di gente che le veniva presentata, riconobbe il conte che aveva incontrato quattro anni prima. Fersen cominciò a frequentare la corte e l'affetto tra lui e la regina, allora incinta di Madame Royale, divenne evidente e a palazzo cominciarono a spargersi delle maldicenze sull'inclinazione della sovrana per il conte, il quale, dal canto suo, nonostante il favore di cui godeva, nutriva ambizioni militari, per cui decise di imbarcarsi per l'America e di combattere per la causa della rivoluzione americana, appoggiata dal re di Francia. Il conte Fersen tornò a Versailles nel 1783, quattro anni dopo la sua partenza. I possibili matrimoni di convenienza che stava perseguendo andarono a vuoto e alla propria sorella scrisse che non si sarebbe mai sposato, perché non avrebbe mai potuto avere la sola donna che realmente desiderava, Maria Antonietta. La regina ottenne per lui la creazione del reggimento francese dei Royal Suédois (gli svedesi reali) e, dal 1785, Fersen si trasferì definitivamente in Francia. Fino alla rivoluzione rimase a fianco della famiglia reale ed ebbe un ruolo fondamentale nella fuga a Varennes. Anche dopo cercò invano di aiutare i reali negli anni più bui della rivoluzione.

## Discendenza
| Nome                  | Nascita          | Morte           | Note |
| --------------------- | ---------------- | --------------- | --- |
| Maria Teresa Carlotta | 19 dicembre 1778 | 19 ottobre 1851 | Durante l'infanzia e l'adolescenza ebbe il titolo di Madame Royale. Fu l'unica superstite della rivoluzione e, nel 1799, sposò il suo primo cugino, Luigi Antonio, duca di Angoulême. Quando il proprio zio paterno, il conte d'Artois, padre di suo marito, salì al trono col nome di Carlo X, Maria Teresa divenne delfina di Francia. Il 2 agosto 1830, fu "regina di Francia e di Navarra" per venti minuti. Dopo la definitiva caduta della monarchia borbonica, visse in esilio col titolo di “Sua maestà la contessa di Marnes". Non ebbe discendenza. |
| Luigi Giuseppe        | 22 ottobre 1781  | 4 giugno 1789   | Ebbe il titolo di delfino di Francia. Si spense a sette anni per consunzione (tubercolosi). |
| Luigi XVII            | 27 marzo 1785    | 8 giugno 1795   | Alla nascita ebbe il titolo di duca di Normandia; alla morte del fratello maggiore ebbe il titolo di delfino di Francia; alla morte del padre divenne re "Luigi XVII". Morì all'età di dieci anni, per i maltrattamenti subiti e le malattie contratte durante la detenzione nella Torre del Tempio. |
| Sofia Elena           | 9 luglio 1786    | 19 giugno 1787  | Ebbe il titolo di Fille de France. Morì di tubercolosi a nemmeno un anno di vita. |

Non ci sono discendenti diretti di Maria Antonietta.

## Ascendenza
|                                               |                      |                                       | Genitori                                                     |  |  | Nonni |  |  | Bisnonni          |  |  | Trisnonni           |  |
|                                               |                      |                                       |                                                              |  |  |       |  |  | Carlo V di Lorena |  |  | Nicola II di Lorena |  |
|                                               |                      |                                       |                                                              |  |  |       |  |  | Carlo V di Lorena |  |  | Nicola II di Lorena |  |
|                                               |                      | Claudia Francesca di Lorena           |                                                              |  |  |       |  |  | Carlo V di Lorena |  |  |                     |  |
| Leopoldo di Lorena                            |                      |                                       |                                                              |  |  |       |  |  | Carlo V di Lorena |  |  |                     |  |
|                                               |                      | Eleonora Maria Giuseppina d'Austria   | Ferdinando III d'Asburgo                                     |  |  |       |  |  |                   |  |  |                     |  |
|                                               |                      | Eleonora Maria Giuseppina d'Austria   | Ferdinando III d'Asburgo                                     |  |  |       |  |  |                   |  |  |                     |  |
|                                               |                      | Eleonora Maria Giuseppina d'Austria   | Eleonora Gonzaga-Nevers                                      |  |  |       |  |  |                   |  |  |                     |  |
| Francesco I di Lorena                         |                      | Eleonora Maria Giuseppina d'Austria   |                                                              |  |  |       |  |  |                   |  |  |                     |  |
|                                               |                      | Filippo I, duca d'Orléans             | Luigi XIII di Francia                                        |  |  |       |  |  |                   |  |  |                     |  |
|                                               |                      | Filippo I, duca d'Orléans             | Luigi XIII di Francia                                        |  |  |       |  |  |                   |  |  |                     |  |
|                                               |                      | Filippo I, duca d'Orléans             | Anna d'Austria                                               |  |  |       |  |  |                   |  |  |                     |  |
| Elisabetta Carlotta d'Orléans                 |                      | Filippo I, duca d'Orléans             |                                                              |  |  |       |  |  |                   |  |  |                     |  |
|                                               |                      | Elisabetta Carlotta del Palatinato    | Carlo I Luigi del Palatinato                                 |  |  |       |  |  |                   |  |  |                     |  |
|                                               |                      | Elisabetta Carlotta del Palatinato    | Carlo I Luigi del Palatinato                                 |  |  |       |  |  |                   |  |  |                     |  |
|                                               |                      | Elisabetta Carlotta del Palatinato    | Carlotta d'Assia-Kassel                                      |  |  |       |  |  |                   |  |  |                     |  |
| Maria Antonietta d'Austria                    |                      | Elisabetta Carlotta del Palatinato    |                                                              |  |  |       |  |  |                   |  |  |                     |  |
|                                               | Leopoldo I d'Asburgo | Ferdinando III d'Asburgo              |                                                              |  |  |       |  |  |                   |  |  |                     |  |
|                                               | Leopoldo I d'Asburgo | Ferdinando III d'Asburgo              |                                                              |  |  |       |  |  |                   |  |  |                     |  |
|                                               | Leopoldo I d'Asburgo | Maria Anna di Spagna                  |                                                              |  |  |       |  |  |                   |  |  |                     |  |
| Carlo VI d'Asburgo                            | Leopoldo I d'Asburgo |                                       |                                                              |  |  |       |  |  |                   |  |  |                     |  |
|                                               |                      | Eleonora del Palatinato-Neuburg       | Filippo Guglielmo del Palatinato                             |  |  |       |  |  |                   |  |  |                     |  |
|                                               |                      | Eleonora del Palatinato-Neuburg       | Filippo Guglielmo del Palatinato                             |  |  |       |  |  |                   |  |  |                     |  |
|                                               |                      | Eleonora del Palatinato-Neuburg       | Elisabetta Amalia d'Assia-Darmstadt                          |  |  |       |  |  |                   |  |  |                     |  |
| Maria Teresa d'Austria                        |                      | Eleonora del Palatinato-Neuburg       |                                                              |  |  |       |  |  |                   |  |  |                     |  |
|                                               |                      | Luigi Rodolfo di Brunswick-Lüneburg   | Antonio Ulrico di Brunswick-Lüneburg                         |  |  |       |  |  |                   |  |  |                     |  |
|                                               |                      | Luigi Rodolfo di Brunswick-Lüneburg   | Antonio Ulrico di Brunswick-Lüneburg                         |  |  |       |  |  |                   |  |  |                     |  |
|                                               |                      | Luigi Rodolfo di Brunswick-Lüneburg   | Elisabetta Giuliana di Schleswig-Holstein-Sonderburg-Norburg |  |  |       |  |  |                   |  |  |                     |  |
| Elisabetta Cristina di Brunswick-Wolfenbüttel |                      | Luigi Rodolfo di Brunswick-Lüneburg   |                                                              |  |  |       |  |  |                   |  |  |                     |  |
|                                               |                      | Cristina Luisa di Oettingen-Oettingen | Alberto Ernesto I di Oettingen-Oettingen                     |  |  |       |  |  |                   |  |  |                     |  |
|                                               |                      | Cristina Luisa di Oettingen-Oettingen | Alberto Ernesto I di Oettingen-Oettingen                     |  |  |       |  |  |                   |  |  |                     |  |
|                                               |                      | Cristina Luisa di Oettingen-Oettingen | Cristina Federica di Württemberg                             |  |  |       |  |  |                   |  |  |                     |  |
|                                               |                      | Cristina Luisa di Oettingen-Oettingen |                                                              |  |  |       |  |  |                   |  |  |                     |  |

## Nella cultura di massa

### Letteratura
- Maria Antonietta (1816), tragedia incompiuta di Giacomo Leopardi.
- Cinque romanzi di Alexandre Dumas padre:
  - Il cavaliere di Maison-Rouge (1846).
  - Giuseppe Balsamo (1848).
  - La collana della regina (1850).
  - Ange Pitou (1851).
  - La contessa di Charny (1855).
- Storia di Maria Antonietta (1858) di Edmond e Jules de Goncourt
- Maria Antonietta regina di Francia, dramma storico di Paolo Giacometti (1867).
- Addio mia regina (2002), romanzo di Chantal Thomas.
- Il diario segreto di Maria Antonietta (2005), romanzo di Carolly Erickson.
- Trilogia di Maria Antonietta (2011-15), tre romanzi storici di Juliet Grey.
- Il ricamo della regina (2012, post.), racconto di Carlo Del Teglio.

### Cinema
| Anno | Film | Attrice                                          | Note |
| ---- | --- | ------------------------------------------------ | --- |
| 1912 | L'affaire du collier de la reine                                                                         | Jeanne Provost                                   | Cortometraggio |
| 1914 | Le chevalier de Maison-Rouge                                                                             | Léa Piron                                        | Dal romanzo Il cavaliere di Maison-Rouge di Alexandre Dumas |
| 1915 | DuBarry                                                                                                  | Miss Robinson                                    | |
| 1916 | My Lady's Slipper                                                                                        | Julia Swayne Gordon                              | |
| 1920 | Pagine dal libro di Satana (Blade af Satans bog)                                                         | Tenna Kraft                                      | |
| 1922 | Maria Antonietta (Marie Antoinette - Das Leben einer Königin)                                            | Diana Karenne                                    | |
| 1923 | Scaramouche                                                                                              | Clotilde Delano                                  | Dal romanzo omonimo di Rafael Sabatini |
| 1923 | L'enfant roi                                                                                             | Andrée Lionel                                    | |
| 1924 | L'ombra di Washington (Janice Meredith)                                                                  | Princess Marie De Bourbon                        | |
| 1925 | Madame Sans-Gêne                                                                                         | Vicherat / Y. Delaître                           | Dalla commedia omonima di Émile Moreau e Victorien Sardou |
| 1927 | Napoleone (Napoléon vu par Abel Gance)                                                                   | Suzanne Bianchetti                               | |
| 1929 | Cagliostro - Liebe und Leben eines großen Abenteurers                                                    | Suzanne Bianchetti                               | |
| 1929 | La collana della regina (Le collier de la reine)                                                         | Diana Karenne                                    | |
| 1930 | La fanciulla di Saint Cloud (Captain of the Guard)                                                       | Evelyn Hall                                      | |
| 1934 | Madame du Barry                                                                                          | Anita Louise                                     | |
| 1935 | Napoléon Bonaparte                                                                                       | Suzanne Bianchetti                               | |
| 1937 | The King Without a Crown                                                                                 | Doris Lloyd                                      | Cortometraggio |
| 1938 | Il conte di Bréchard                                                                                     | Tina Lattanzi                                    | |
| 1938 | La marsigliese (La Marseillaise)                                                                         | Lise Delamare                                    | |
| 1938 | Maria Antonietta (Marie Antoinette)                                                                      | Norma Shearer                                    | |
| 1938 | Remontons les Champs-Élysées                                                                             | Anna Scott                                       | |
| 1942 | Musica sulle nuvole (I Married an Angel)                                                                 | Evelyn Atchinson                                 | Il personaggio compare nel film, ma non si tratta di un film storico |
| 1946 | La collana della regina (L'affaire du collier de la reine)                                               | Marion Dorian                                    | |
| 1949 | Cagliostro (Black Magic)                                                                                 | Nancy Guild                                      | |
| 1951 | Maria Theresia                                                                                           | Loni von Friedl                                  | |
| 1952 | Scaramouche                                                                                              | Nina Foch                                        | Dal romanzo omonimo di Rafael Sabatini |
| 1954 | Versailles (Si Versailles m'était conté)                                                                 | Lana Marconi                                     | |
| 1954 | Il cavaliere di Maison Rouge                                                                             | Renée Saint-Cyr                                  | Dal romanzo omonimo di Alexandre Dumas |
| 1954 | Madame du Barry                                                                                          | Isabelle Pia                                     | |
| 1956 | Si Paris nous était conté                                                                                | Lana Marconi                                     | |
| 1956 | Maria Antonietta, regina di Francia (Marie-Antoinette reine de France)                                   | Michèle Morgan                                   | |
| 1957 | L'inferno ci accusa (The Story of Mankind)                                                               | Marie Wilson                                     | |
| 1957 | BBC Sunday-Night Theatre, l'episodio The Magnificent Egotist                                             | Vera Fusek                                       | |
| 1958 | La caméra explore le temps, episodio La mort de Marie-Antoinette                                         | Annie Ducaux                                     | |
| 1959 | Il grande capitano (John Paul Jones)                                                                     | Susana Canales                                   | |
| 1960 | La caméra explore le temps, episodio La nuit de Varennes                                                 | Eléonore Hirt                                    | |
| 1961 | La Fayette - Una spada per due bandiere (La Fayette)                                                     | Liselotte Pulver                                 | |
| 1962 | La caméra explore le temps, episodio L'affaire du collier de la reine                                    | Gisèle Pascal                                    | |
| 1962 | Arme Bitos                                                                                               | Do van Stek                                      | Film televisivo |
| 1963 | Il cavaliere di Maison Rouge (Le chevalier de Maison Rouge)                                              | Annie Ducaux                                     | Miniserie televisiva tratta dal romanzo Il cavaliere di Maison-Rouge di Alexandre Dumas (padre)                                                                          |
| 1965 | La dame de pique                                                                                         | Jacqueline Monsigny                              | Dal racconto La dama di picche di Aleksandr Puškin |
| 1966 | Kronos - Sfida al passato (The Time Tunnel), episodio Il regno del terrore                               | Monique LeMaire                                  | Il personaggio compare nella serie, ma non si tratta di una serie storica                                                                                                |
| 1966 | Strega per amore (I Dream of Jeannie), episodio La ragazza che non ha mai avuto un compleanno - 2ª parte | Siri                                             | Il personaggio compare nella serie, ma non si tratta di una serie storica                                                                                                |
| 1970 | Fate la rivoluzione senza di noi (Start the Revolution Without Me)                                       | Billie Whitelaw                                  | |
| 1970 | Una coccarda per il re                                                                                   | Anna Miserocchi                                  | Film TV |
| 1973 | Los miserables                                                                                           | Norma Jiménez Pons                               | Miniserie televisiva tratta dal romanzo I miserabili di Victor Hugo |
| 1973 | Il manichino assassino (Terror in the Wax Museum)                                                        | Rickie Weir                                      | Il personaggio compare nel film, ma non si tratta di un film storico |
| 1973 | Giuseppe Balsamo (Joseph Balsamo)                                                                        | Patricia Lesieur                                 | Miniserie televisiva |
| 1974 | Un bon patriote                                                                                          | Bernard Faget                                    | Film televisivo |
| 1975 | The Legendary Curse of the Hope Diamond                                                                  | Claudine Longet                                  | Film televisivo |
| 1975 | Pourquoi la robe d'Anna ne veut pas redescendre                                                          | Sandy Gilson                                     | Film televisivo |
| 1975 | Marie-Antoinette                                                                                         | Geneviève Casile Pascale Christophe (da giovane) | Miniserie televisiva |
| 1976 | L'ombra degli angeli (Schatten der Engel)                                                                | Debria Kalpataru                                 | |
| 1976 | Novela, episodio El collar de la reina                                                                   | Amparo Pamplona                                  | |
| 1976 | Waffen für Amerika                                                                                       | Christine Böhm                                   | Film televisivo |
| 1977 | Meeting of Minds, episodio "Marie Antoinette/Sir Thomas More/Karl Marx/Ulysses S. Grant: Part 1"         | Jayne Meadows                                    | |
| 1978 | Les grandes conjurations: L'attentat de la rue Nicaise                                                   | Didou Kapour                                     | Film televisivo |
| 1979 | Lady Oscar                                                                                               | Christine Böhm                                   | Dal manga omonimo di Riyoko Ikeda |
| 1979 | La nuit de l'été                                                                                         | Marina Vlady                                     | Film televisivo |
| 1979 | Lady Oscar (Berusaiyu no bara)                                                                           | Miyuki Ueda (voce)                               | Anime tratto dall'omonimo manga di Riyoko Ikeda |
| 1980 | Une maison, une histoire, episodio Marie-Antoinette                                                      | Blanche Ravalec                                  | |
| 1980 | Maria Theresia                                                                                           | Ingar Schulmann                                  | Film televisivo |
| 1980 | Femmine infernali                                                                                        | Anna Maria Panaro                                | Non si tratta di un film storico ma di un film d'exploitation dove compare un personaggio secondario di una donna folle che crede di essere Maria Antonietta in prigione |
| 1981 | Miss Morison's Ghosts                                                                                    | Anna Korwin                                      | Film televisivo |
| 1981 | Miss Morison's Ghosts                                                                                    | Anna Korwin                                      | Il personaggio compare nel film, ma non si tratta di un film storico |
| 1982 | Il mondo nuovo (La nuit de Varennes)                                                                     | Eléonore Hirt                                    | |
| 1985 | La vera storia della rivoluzione francese (Liberté, égalité, choucroute)                                 | Ursula Andress                                   | |
| 1986 | Dave Thomas: The Incredible Time Travels of Henry Osgood                                                 | Catherine O'Hara                                 | Film televisivo |
| 1989 | Maria Antonietta - Regina di un solo amore                                                               | Emmanuelle Béart                                 | Film televisivo della serie Il corpo di Marianna - Storie d'amore nella Rivoluzione Francese                                                                             |
| 1989 | La rivoluzione francese (La révolution française)                                                        | Jane Seymour                                     | Miniserie televisiva |
| 1989 | La comtesse de Charny                                                                                    | Isabelle Guiard                                  | Serie televisiva |
| 1989 | L'été de la révolution                                                                                   | Brigitte Fossey                                  | Film televisivo |
| 1990 | L'Autrichienne                                                                                           | Ute Lemper                                       | |
| 1992 | The Ghosts of Versailles                                                                                 | Teresa Stratas                                   | Film televisivo |
| 1994 | Mesmer                                                                                                   | Beatie Edney                                     | |
| 1995 | Jefferson in Paris                                                                                       | Charlotte de Turckheim                           | |
| 1996 | L'insolente (Beaumarchais l'insolent)                                                                    | Judith Godrèche                                  | |
| 1996 | Ridicule                                                                                                 | Mirabelle Kirkland                               | |
| 1996 | Marie Antoinette is niet dood                                                                            | Antje de Boeck                                   | |
| 1998 | Witness to Yesterday, episodio Marie Antoinette                                                          | Cynthia Dale                                     | |
| 1999 | Let Them Eat Cake                                                                                        | Elizabeth Berrington                             | Serie televisiva |
| 2001 | L'intrigo della collana (The Affair of the Necklace)                                                     | Joely Richardson                                 | |
| 2005 | Marie Antoinette                                                                                         | Vahina Giocante                                  | Film televisivo |
| 2005 | The French Revolution                                                                                    | Rodica Lazar                                     | Film televisivo |
| 2006 | Marie Antoinette                                                                                         | Kirsten Dunst                                    | Film molto liberamente basato sulla vita della sovrana |
| 2006 | La petite musique de Marie-Antoinette                                                                    | Carole Le Page                                   | Film televisivo |
| 2006 | Maria Antonietta - La storia vera (Marie-Antoinette)                                                     | Karine Vanasse                                   | Film televisivo |
| 2008 | The Rose of Versailles                                                                                   | Ayako Kawasumi (voce)                            | Film d'animazione tratto dal manga Lady Oscar di Riyoko Ikeda |
| 2009 | Ce jour là, tout a changé, episodio L'évasion de Louis XVI                                               | Estelle Skornik                                  | |
| 2010 | C'était Marie-Antoinette                                                                                 | Natacha Régnier                                  | Film televisivo |
| 2011 | The Legendary Chevalier De Saint-George                                                                  | Marie Van Rhijn                                  | Film televisivo |
| 2011 | De meisjes van Thijs, episodio Marie-Antoinette                                                          | Leonoor Koster                                   | |
| 2011 | Les procès de l'Histoire, episodio L'affaire du collier de la reine                                      | Lorraine de Sagazan                              | |
| 2011 | La Rivoluzione alle porte (Louis XVI, l'homme qui ne voulait pas être roi)                               | Raphaëlle Agogué                                 | Film televisivo |
| 2012 | Paoli et Lafayette, héros du nouveau monde                                                               | Emma Delclaud                                    | Film televisivo |
| 2012 | Les Adieux à la Reine                                                                                    | Diane Kruger                                     | Dal romanzo Addio mia regina di Chantal Thomas |
| 2012 | Party Like the Queen of France                                                                           | Jean Louise O'Sullivan                           | Film televisivo |
| 2012 | Billets pour Trianon                                                                                     | Elise Maroquin                                   | |
| 2012 | Des morceaux de moi                                                                                      | Aurelie Lemanceau                                | |
| 2015 | Nicolas Le Floch, episodio Le noyé du Grand Canal                                                        | Claire Ganaye                                    | |
| 2015 | Marie Antoinette                                                                                         | Patricia Arthur                                  | |
| 2015 | After Pigeons and Chineses                                                                               | Isabelle Ziental                                 | |
| 2015 | The Breakthrough                                                                                         | Molly Tomhave                                    | |
| 2017 | Un peuple et son roi                                                                                     | Maëlia Gentil                                    | |
| 2022 | Maria Antonietta                                                                                         | Emilia Schüle                                    | Serie televisiva |
| 2023 | Napoleon                                                                                                 | Catherine Walker                                 | |

### Teatro
- Maria Antonietta (1816), tragedia incompiuta di Giacomo Leopardi

### Musica
- Maria Antonietta stessa compose un'arietta chiamata C'est mon ami, dal classico tema pastorale. Rimasta relativamente poco nota, è stata rievocata nel film di Sofia Coppola ed è stata inserita nel CD Les Musiques De Marie-Antoinette, una raccolta delle melodie preferite dalla regina.
- Franz Joseph Haydn compose, nel 1785, sei sinfonie (n. 82-87), delle quali la numero 85 è chiamata La Reine, poiché piacque molto a Maria Antonietta e volle darle il suo nome.
- Il compositore Jan Ladislav Dussek ha composto un'opera per pianoforte, dedicata alle vicende di Maria Antonietta, il Tableau de Marie Antoinette op. 23.
- Nel 1974, il gruppo rock Queen pubblica il brano Killer Queen, nel quale viene citata la frase, falsamente attribuita a Maria Antonietta, "Let them eat cake" (Che mangino brioches!).
- Nel 1975 i Rush pubblicano l'album Caress of Steel che contiene il brano Bastille Day: la frase d'apertura della canzone recita "There’s no bread, let them eat cake", facendo riferimento alla frasse attribuita a Maria Antonietta.
- Roger Waters, ex-leader dei Pink Floyd, ha composto nel 2005 un'opera lirica, intitolata Ça ira, presentata in anteprima mondiale il 17 novembre 2005, all'auditorium Parco della Musica di Roma. L'opera tratta della rivoluzione francese e viene enfatizzato il personaggio di Maria Antonietta, dal suo arrivo in Francia fino alla sua decapitazione.
- La cantante trap italiana Priestess intitola un suo brano, uscito nel 2017, "Maria Antonietta", in cui nel ritornello ricorre all'espressione metaforica "perdere la testa", come la regina fece realmente, per la "Maria", termine con cui nel gergo giovanile si fa riferimento alla marijuana.
- La cantautrice e scrittrice italiana Letizia Cesarini, in arte Maria Antonietta, ha scelto il suo pseudonimo in omaggio alla regina.
- Nel videoclip di I miei rimedi (2017) di Noemi, la cantante interpreta Maria Antonietta

### Manga e anime
- Maria Antonietta è la protagonista del manga Le rose di Versailles, più noto in Italia col titolo di Lady Oscar, creato da Riyoko Ikeda a partire dal 1972, e poi trasposto in anime nel 1979. L'autrice ha deciso di creare una storia su di lei dopo aver letto, la biografia scritta da Zweig ed esserne rimasta affascinata.
- Maria Antonietta è la coprotagonista della manga Marie Antoinette no ryourinin, creata da Akira Shirakawa nel 2008. Il protagonista di questa storia è Isobe Kozirō, uno chef giapponese rinomato in tutta Europa, ora arrivato alla corte di Maria Antonietta per stupire i palati della nobiltà francese.
- Maria Antonietta è la protagonista del manga Maria Antonietta - La gioventù di una regina, creato da Fuyumi Sōryō.